# Storia degli ebrei in Marocco

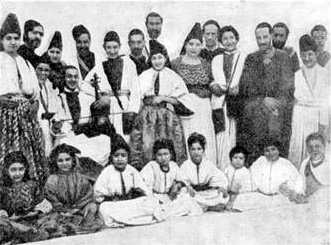
Ebrei a Fès, 1900

La storia degli ebrei in Marocco è antica di oltre duemila anni. Le prime testimonianze di una presenza ebraica nella regione risalgono al periodo dei Fenici e a quello romano. La presenza ebraica venne rinforzata con la conversione all'ebraismo di varie tribù berbere nel periodo antico e con l'arrivo di vari gruppi dal Medio Oriente giunti dopo l'arrivo degli arabi.
La comunità visse un periodo di splendore nei primi secoli del secondo millennio, influenzata anche dalla vivacità della comunità ebraica sefardita nella Spagna islamica. Dopo la conquista cristiana dei territori musulmani nella penisola iberica e il decreto dell'Alhambra emesso nel 1492 dai re spagnoli, decine di migliaia di ebrei dalla Spagna, oltre che dal Portogallo a partire dal 1496, si rifugiarono in Marocco, raggiunti successivamente dai compatrioti musulmani moriscos, venendo accolti dai sultani e insediandosi nelle principali città del Paese, esercitando una notevole influenza sulle comunità ebraiche indigene in ambito religioso e culturale. Gli ebrei sefarditi e quelli di origine indigena mantennero identità separate nel corso dei secoli successivi. La comunità ebraica sviluppò stretti rapporti con i sultani marocchini, che nominarono nel corso dei secoli svariati visir e ambasciatori ebrei. I sultani si impegnarono nel loro ruolo di protettori della comunità, sviluppando un rapporto privilegiato con varie famiglie ebraiche mercantili, nominate tujjār al-sultān, alle quali venne assegnato il monopolio di varie merci circolanti nel Paese.
A partire dal XIX secolo la comunità ebraica marocchina cominciò a sviluppare rapporti commerciali e culturali con l'Europa. L'Alleanza israelitica universale si attivò nel diffondere una cultura laica e francofona tra la comunità, istituendo decine di scuole nel Paese tra il XIX e il XX secolo. Il protettorato francese favorì lo sviluppo di una borghesia ebraica in parte occidentalizzata, concentrata prevalentemente a Casablanca e nelle altre città principali. Le autorità coloniali non concedettero però la cittadinanza francese agli ebrei marocchini, differentemente a quanto fatto con gli ebrei algerini e tunisini. La comunità fu protetta dal sultano Muhammad V dalle politiche antisemite della Repubblica di Vichy. Tra gli anni 1940 e 1950 la comunità ebraica marocchina era una delle più vaste al mondo, contando tra le 250000 e le 350000 unità.
A partire dagli anni 1940 la comunità cominciò a emigrare verso la Palestina, spinta dalla propaganda sionista diffusa da gruppi attivi nel Paese fin dai primi decenni del XX secolo. L'esodo accelerò dopo l'istituzione dello Stato di Israele nel 1948. Centinaia di migliaia di ebrei abbandonarono il Marocco tra gli anni 1940 e 1960 per stabilirsi in Israele, spinti dall'Agenzia ebraica e dal Mossad. In Israele la comunità marocchina comprende centinaia di migliaia di persone e costituisce il gruppo più numeroso dopo gli ebrei russi. Dopo un periodo di discriminazione etnica vissuta in Israele da parte delle istituzioni aschenazite, a partire dagli anni 1970 la comunità si integrò progressivamente nel tessuto sociale israeliano. Cospicue comunità di ebrei marocchini si sono invece stabiliti in Francia, Canada, America Latina, Spagna e Gibilterra.
Nel XXI secolo vivono in Marocco migliaia di ebrei, concentrati in maggioranza a Casablanca, costituenti la comunità ebraica più vasta e organizzata del mondo arabo. In Marocco è in atto un processo di riscoperta del retaggio ebraico, che nel 2011 venne confermato nella Costituzione del Marocco costituire una delle componenti dell'identità nazionale e il cui studio venne incluso nel programma educativo marocchino a partire dal 2020. Le autorità e la cittadinanza locale si sono attivate in varie iniziative volte a restaurare e a preservare numerose sinagoghe e cimiteri ebraici. Decine di migliaia di turisti israeliani di origine marocchina visitano il Marocco ogni anno per riscoprire le proprie radici.

## Storia

### Sotto i Romani

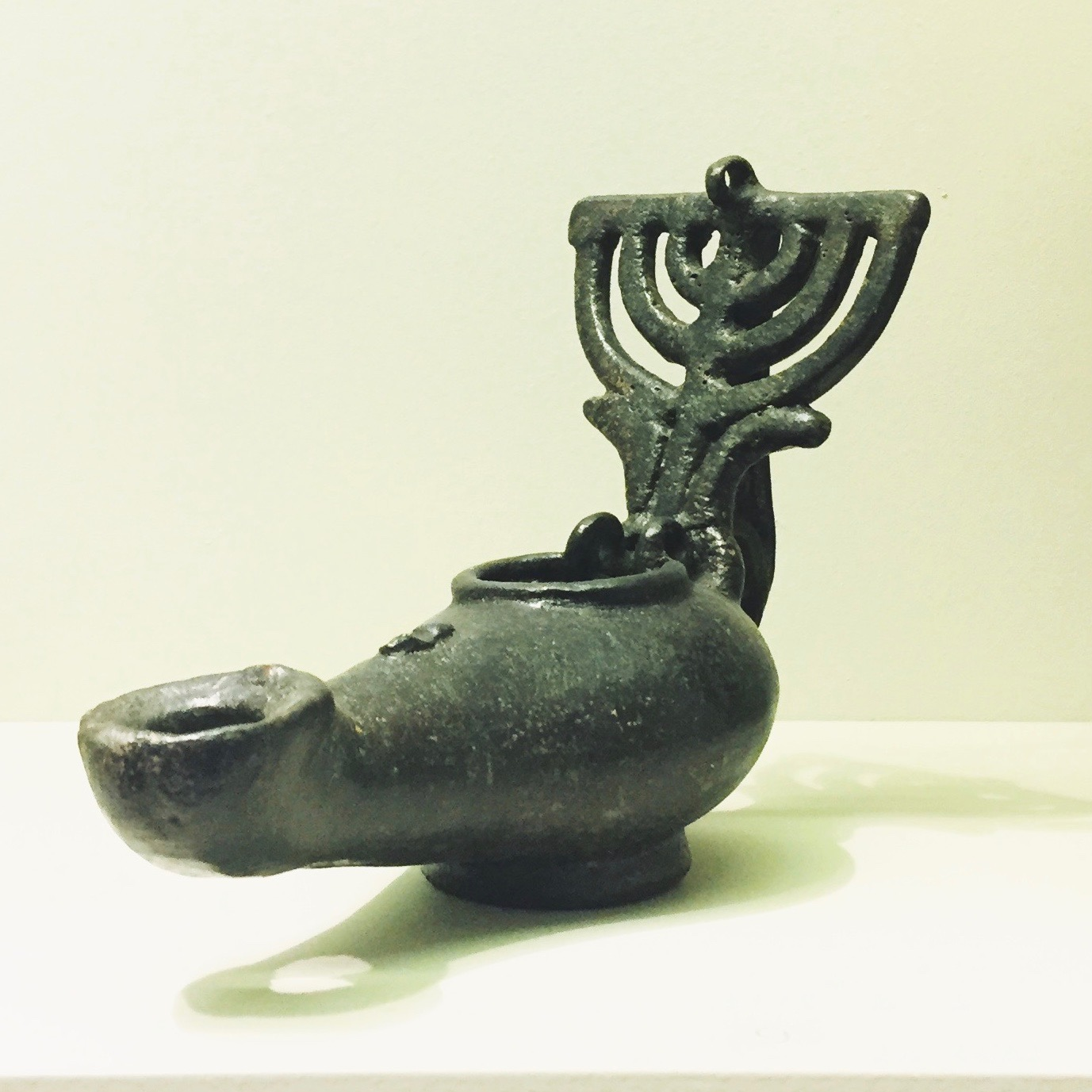
Lampada a forma di menorah risalente al periodo romano trovata tra le rovine di Volubilis

Le prime testimonianze di una presenza ebraica nella regione risalgono sicuramente al periodo romano, anche se probabilmente i primi arrivi si verificarono già ai tempi dei commerci dei Fenici. In seguito alla distruzione del secondo tempio di Gerusalemme nell'anno 70 numerosi ebrei si rifugiarono in Nordafrica. Iscrizioni ebraiche sono state ritrovate a Chella e a Volubilis. I nuovi arrivati convertirono all'ebraismo varie tribù berbere locali. Secondo la tradizione orale, nelle regioni del Sous e del Draa si costituirono varie entità statali ebraiche indipendenti.
Sotto il dominio dei Romani prima e dei Vandali dopo, gli ebrei mauretani aumentarono e prosperarono a tal punto che la Chiesa cattolica ritenne necessario prendere posizione contro di loro. Dopo che il generale Belisario rovesciò i Vandali in Nordafrica, Giustiniano emanò un editto di persecuzione per il Nordafrica, diretto contro gli ebrei, gli ariani e altre minoranze religiose. I tentativi dei bizantini di cristianizzare la regione isolarono le comunità ebraiche dai loro correligionari in Medio Oriente. Nonostante ciò, nel VII secolo la popolazione ebraica della Mauretania aumentò grazie all'arrivo di altri ebrei dalla penisola iberica, in fuga dalle persecuzioni visigote nel VII secolo.

### La conquista araba e gli Idrisidi
Stando alle cronache degli storici arabi, ai tempi della conquista araba nel VII secolo c'erano vaste comunità ebraiche nella regione. Molti berberi si convertirono all'Islam, ma allo stesso tempo molti ebrei arabi immigrarono nella regione. Una parte delle tribù berbere giudaizzate mantenne la propria fede. Gli storici arabi tra l'XVIII e il IX secolo fecero riferimento a tribù berbere giudaizzate nella zona del Zerhoun. Nel XIV secolo Ibn Khaldun nomina varie di queste tribù berbere anticamente convertitesi all'ebraismo, tra le quali i Fandalāwqa, i Madyūna, i Bahlūla, i Ghiyāta e i Bazāz, e a una città completamente abitata da ebrei nei dintorni dell'attuale Sefrou. L'arrivo degli arabi pose fine all'isolamento delle comunità ebraiche nordafricane, che accolsero con entusiasmo i nuovi dominatori. Malgrado gli arabi avessero posto fine alle attività di proselitismo ebraico tra i berberi, il loro arrivo favorì comunque un rinvigorimento della comunità ebraica, che adottò la lingua araba e prosperò grazie all'arrivo di ebrei dal Medio Oriente. Gli ebrei nordafricani furono soggetti al patto di Omar e allo status di dhimmi. La dipendenza dell'odierno Marocco dal califfato di Baghdad cessò nel 788, quando Idris I proclamò il suo dominio indipendente sulla regione, fondando la dinastia degli Idrisidi. Idris I venne sostenuto da varie tribù ebraiche guidate dal generale ebreo Benjamin ben Josafat ben Abiezer. Il nuovo sultano rinnovò lo status di dhimmi.
Il successore di Idris I, Idris II, invitò gli ebrei a stabilirsi in un quartiere della sua capitale Fès (al-Funduq al-Yahūdī). Gli ebrei contribuirono notevolmente a far aumentare la prosperità della città e dell'intero regno idriside. La città di Fès, sotto gli Idrisidi, divenne un importante centro per la cultura ebraica, tanto da competere con Babilonia. Le buone relazioni tra musulmani ed ebrei in epoca idriside sono dimostrate anche da un racconto che afferma che nell'860 il quinto sultano idriside, Yahya ibn Muhammad, si innamorò di una ragazza ebrea di Fès e la seguì in un hammam del quartiere ebraico, tentando di rapirla; malgrado il sultano fosse la persona più potente del regno, il suo reato contro la comunità ebraica causò una violenta rivolta tra i musulmani di tutta la città.
Dopo la caduta della dinastia idriside, la sovranità su Fès divenne contesa fra tre tribù rivali: i Banu Ifran, i Maghrawa e i Miknasa. La città fu per molti anni controllata dai Maghrawa, che ricevettero il sostegno degli ebrei locali. Quando Tamim, re dei Banu Ifran, conquistò la città nel 1033, si volle vendicare degli ebrei, a causa del sostegno che avevano offerto ai suoi avversari: le sue forze uccisero circa 6000 ebrei, saccheggiarono le loro proprietà e schiavizzarono le loro donne. Nel 1040 i Maghrawa riuscirono a riconquistare Fès, costringendo Tamim a fuggire a Salé.

### Sotto gli Almoravidi
A metà dell'XI secolo berberi nomadi provenienti dal Sahara, gli Almoravidi, lanciarono una campagna militare e religiosa per imporre un Islam ortodosso malikita. Sotto il comando del loro capo Yūsuf Ibn Tāshfīn, essi unificarono l'intero Maghreb. Nel 1086 gli Almoravidi accorsero in aiuto degli emiri della Spagna islamica, distruggendo l'esercito di Alfonso VI di Castiglia nella battaglia di al-Zallaqa, imponendo in seguito il proprio dominio anche su gran parte della penisola iberica.
Gli ebrei furono tollerati nel loro status di dhimmi. Il rigore religioso almoravide non portò a persecuzioni religiose e la diffusione della civiltà arabo-andalusa nel Maghreb occidentale contribuì alla tolleranza e all'armonia tra le religioni. I flussi commerciali verso la Spagna, in particolare verso Cordova crebbero e contribuirono allo sviluppo intellettuale ed economico delle comunità ebraiche maghrebine e andaluse. Uno dei più importanti esponenti della vitalità della cultura ebraica marocchina sotto gli Almoravidi fu il rabbino e celebre talmudista Isaac Alfasi. Il secondo sultano almoravide, Ali ibn Yusuf, proibì agli ebrei di vivere a Marrakech, capitale della dinastia; in particolar modo era proibito loro di passare la notte nella città. Gli ebrei potevano giungere in città di giorno per commerciare, ma di notte dovevano disperdersi negli insediamenti vicini; in particolare, una delle comunità ebraiche più vaste vicine a Marrakech era quella di Aghmat.

### Sotto gli Almohadi
All'inizio del XII secolo apparse tra le tribù berbere di montagna sedentarie installate nell'Alto Atlante un personaggio carismatico che impose una teologia morale rigorosa e integralista. Ricorrendo alla lingua berbera per la diffusione delle sue idee e basandosi su una piccola cerchia di credenti, Ibn Tumart rivoluzionò il rapporto dei berberi con la religione. Dopo la sua morte, intorno al 1128, il suo fedele più vicino, 'Abd al-Mu'min, prese il titolo di califfo. Sotto la direzione di 'Abd al-Mu'min, gli Almohadi, in vent'anni, rovesciarono l'impero almoravide, estendendo il loro potere su tutto il Maghreb e sulla Spagna islamica, imponendo un Islam integralista.
La dottrina almohade ebbe inizialmente come conseguenza un'intolleranza nei confronti delle minoranze religiose. L'applicazione di questa politica provocò svariate esecuzioni e conversioni forzate. Il capo della comunità ebraica di Fès, il rabbino Judah Ha-Cohen ibn Shushan, venne giustiziato nel 1165. Alcune famiglie ebraiche decisero di emigrare, come quella di Maimonide, che fuggì in Egitto. Dopo le prime grandi ondate di conquista, l'atteggiamento degli Almohadi divenne meno intransigente. Molte sinagoghe precedentemente distrutte, chiuse o convertite in moschee vennero ricostruite o riaperte e molte famiglie convertite con la forza all'Islam vennero autorizzate a riconvertirsi all'ebraismo, alcune anche dopo due o tre generazioni.

### Sotto i Merinidi e i Wattasidi

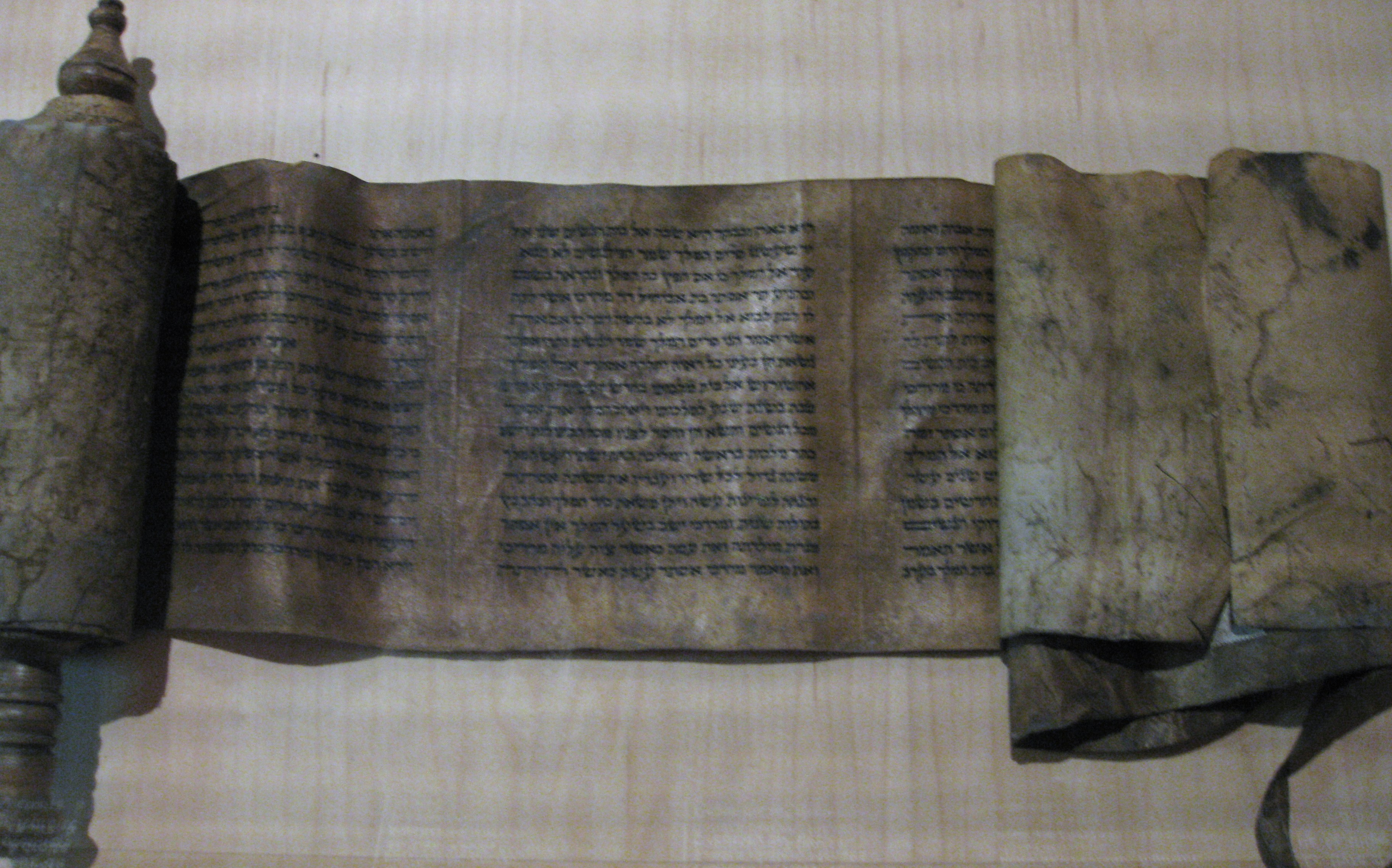
Un rotolo di Libro di Ester di Fès, risalente al XIII o al XIV secolo, Musée du quai Branly, Parigi

I Merinidi, dinastia berbera appartenente al gruppo dei Zanata, imposero il proprio dominio su tutto il Maghreb e su parte della Spagna islamica a partire dal XIII secolo, dopo aver sconfitto gli Almohadi, regnando per circa due secoli sul Marocco. I Merinidi si dimostrarono ampiamente tolleranti verso gli ebrei. Secondo Ibn Khaldun questa particolare tolleranza era dovuta alle possibili origini ebraiche della tribù d'origine dei Merinidi. Quando un gruppo di fanatici attaccò il quartiere ebraico di Fès nel 1275, il sultano merinide Abu Yusuf Ya'qub ibn 'Abd al-Haqq intervenne personalmente alla guida dell'esercito per salvare la comunità ebraica. I sovrani di questa dinastia ricevettero benevolmente gli ambasciatori ebrei dei re cristiani di Spagna e avevano degli ebrei tra i loro cortigiani più vicini. Di questi ebrei, Khalifa ibn Waqqasa divenne amministratore della famiglia del sultano merinide Abu Ya'qub Yusuf al-Nasr e suo consigliere intimo. Fu vittima di intrighi di corte e venne messo a morte nel 1302. Suo nipote, che fu anch'esso nominato consigliere del sultano, subì la stessa sorte e venne messo a morte nel 1310. Tuttavia, non ci furono ripercussioni contro gli ebrei marocchini a seguito dell'esecuzione dei loro potenti correligionari. Nel corso del periodo merinide, fiorirono tra le comunità ebraiche marocchine lo studio della cabala e della filosofia. Uno dei più celebri filosofi ebrei marocchini in epoca merinide fu Judah ibn Nissim ibn Malkah, morto nel 1365.
Il sultanato merinide iniziò a declinare dopo la morte del sultano Abu Inan Faris nel 1358. Molte province non riconobbero più l'autorità merinide, le pestilenze decimarono la popolazione, i portoghesi conquistarono nel 1415 Ceuta, la più importante città portuale del sultanato, e l'avanzata degli eserciti cristiani in al-Andalus provocò l'arrivo in Marocco di decine di migliaia di profughi musulmani andalusi ed ebrei sefarditi in fuga dall'Inquisizione, che causarono un sovraffollamento nelle città del Marocco e un aumento dei prezzi dei beni di prima necessità. In questa situazione divennero molto popolari i predicatori mistici che aizzavano contro i Merinidi e fomentavano l'intolleranza religiosa. Quando Abu Muhammad Abd al-Haqq II, l'ultimo sultano merinide, prese il potere, la situazione economica del regno era disastrosa, il sultano quindi delegò il compito di risolvere questa terribile situazione a un suo capace cortigiano ebreo: Haron ben Batash, il quale riuscì ad assolvere questo compito, stabilizzando l'economia del sultanato, e per questo motivo divenne un favorito del sultano, acquisendo la carica di visir e ottenendo poteri immensi nel regno. Haron, una volta diventato potentissimo, iniziò a comportarsi con prepotenza nei confronti della popolazione musulmana; nel 1465 del vino venne trovato in una moschea che si trovava nei pressi del mellah e la colpa venne data agli ebrei; al contempo si diffuse la notizia che Haron aveva umiliato pubblicamente una donna musulmana. Ciò provocò un massacro a Fès del 1465, nel quale il sultano ʿAbd al-Ḥaqq, il visir Haron ben Batash e gran parte degli ebrei di Fès furono attaccati e massacrati dalla folla. Molti ebrei si rifugiarono nelle moschee e si convertirono prudenzialmente all'Islam.
Dopo il massacro, venne nominato sultano dai dignitari dell'Università al-Qarawiyyin un discendente degli Idrisidi, Muhammad ibn Ali al-Guti. Ma un membro della dinastia wattaside, Muhammad al-Shaykh al-Wattasi, saputo della morte del sultano merinide, organizzò immediatamente un esercito e raggiunse Fès, facendosi nominare sultano, detronizzando Muhammad ibn Ali. Muhammad al-Shaykh si dimostrò particolarmente tollerante, permettendo agli ebrei che si dovettero convertire all'Islam per non venire massacrati a riconvertirsi all'ebraismo. Inoltre, nel 1492, a seguito della decreto dell'Alhambra promulgato dai re di Spagna, il sultano accolse a Fès circa 20000 ebrei sefarditi, che restaurarono la comunità in parte distrutta nel 1465.

#### Espulsione degli ebrei dalla Spagna

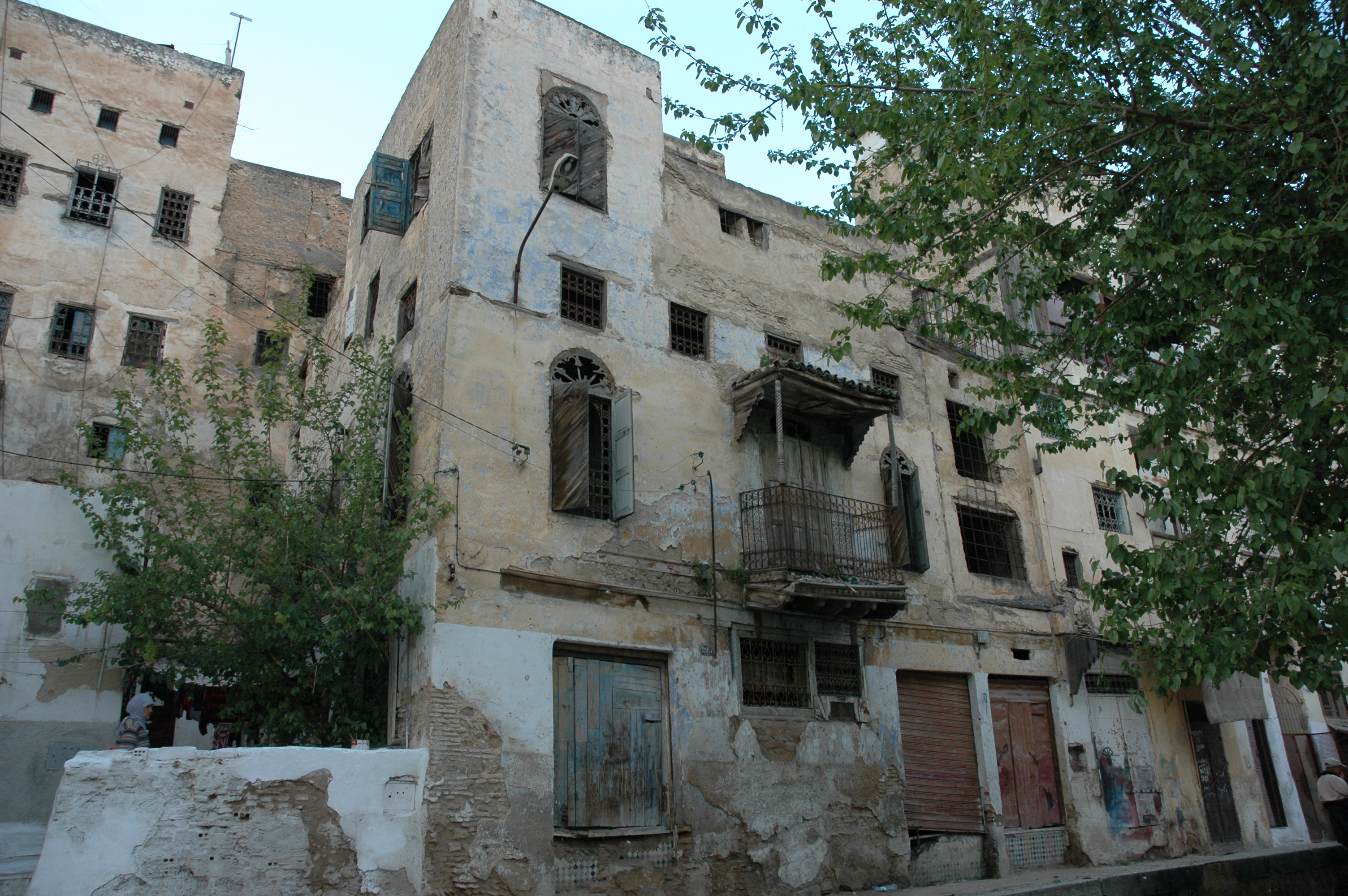
La casa del rabbino nel mellah di Fès

Nel 1249 la conquista cristiana della Spagna islamica aveva concluso la sua fase principale. A causa dei massacri e delle violenze anti-ebraiche che si verificarono in Spagna da parte dei cristiani, gli ebrei sefarditi iniziarono a emigrare in massa nel Sultanato di Granada e nel Maghreb per sfuggire alle persecuzioni cristiane. Due secoli dopo, nel 1492, dopo la caduta dell'ultima città musulmana di Spagna, Granada, Ferdinando II di Aragona e Isabella di Castiglia decretarono il decreto di Alhambra. Gli ebrei furono quindi cacciati dalla Spagna nel 1492 e successivamente anche dal Portogallo nel 1496, stabilendosi in larga parte nel Maghreb. Questo inaspettato flusso di rifugiati sefarditi, chiamati megorashim, che in poco tempo causò il sovraffollamento in molte città del Marocco, suscitò inquietudine tra gli ebrei indigeni toshavim, che temevano la rivalità economica e intellettuale dei nuovi arrivati. Gli ebrei rimasti in Portogallo e in Spagna che in teoria si erano convertiti al cristianesimo, ma che in realtà professavano la loro religione di nascosto (conosciuti come "marrani"), non esitavano a fuggire in Marocco alla prima occasione. Ad esempio, quando Manuele I decretò il divieto ai marrani di poter lasciare il Portogallo nel 1499, molti raggiunsero lo stesso il Maghreb, corrompendo i funzionari portoghesi. I sultani della dinastia wattaside si dimostrarono tolleranti nei confronti dei sefarditi, permettendo loro di stabilirsi nel regno.
Gli ebrei di origini sefardite svolsero funzioni di ambasciatori e mediatori tra il Marocco e l'Europa. Nella Fès wattaside, i sefarditi acquisirono una solida influenza. Nel 1537 l'ebreo Jacob Roti intraprese una delicata missione diplomatica in Portogallo, in rappresentanza del sultano. I discendenti degli ebrei sefarditi che trovarono rifugio in Marocco si stabilirono nelle principali città del Marocco centro-settentrionale e mantennero un'identità culturale e linguistica separata dagli ebrei indigeni fino al XVIII secolo. I sefarditi superarono gli ebrei indigeni nel campo dell'istruzione e nella vita intellettuale. Grazie alla loro abilità nel commercio con l'Europa, gli ebrei sefarditi svilupparono in Marocco mestieri e artigianato prima sconosciuti in Marocco e con la loro ricchezza contribuirono cospicuamente allo sviluppo del Paese. Leone l'Africano, che servì come diplomatico il sultano wattaside Muhammad al-Burtuqali, nella sua Della descrittione dell'Africa et delle cose notabili che ivi sono scrisse:

### Sotto i Sa'diani

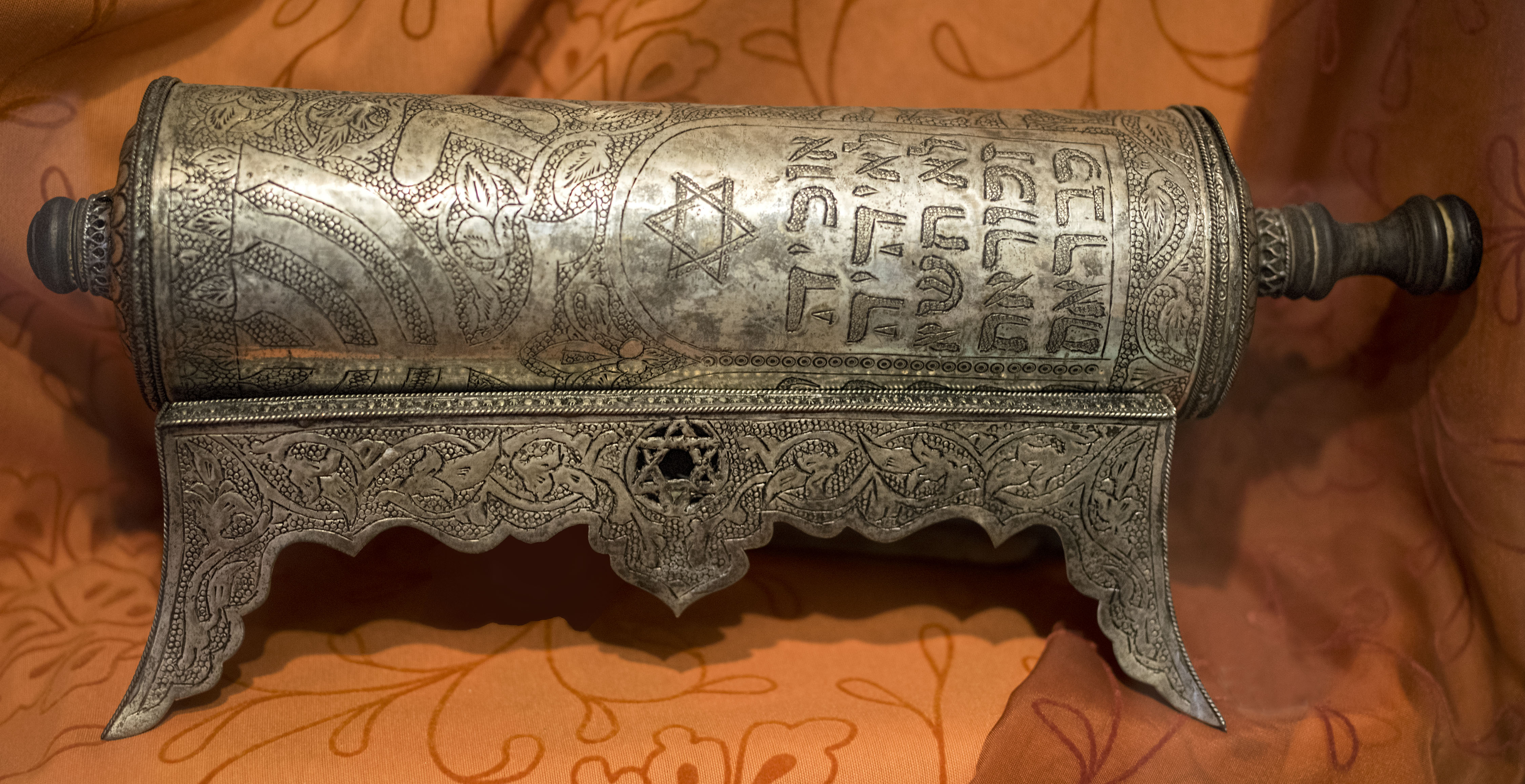
Libro di Ester originario di Rabat

Il regno della dinastia sceriffiana dei Sa'diani iniziò con il sultano Muhammad al-Shaykh nel 1554, il quale riuscì a sconfiggere in battaglia l'ultimo sultano wattaside, Ali Abu Hassun. In un primo momento i Sa'diani furono inizialmente intolleranti nei confronti delle minoranze religiose, imponendo pesanti tasse agli ebrei per poter sostenere le spese militari contro gli spagnoli e i portoghesi che occupavano le principali città costiere e contro i Wattasidi di Fès, ma via via che consolidavano la loro autorità sul Marocco iniziarono ad adottare atteggiamenti più tolleranti nei confronti della minoranza ebraica.
Il sultano Ahmad al-Mansur invitò gli ebrei di Aghmat a venirsi a stabilire nella sua capitale Marrakech. La comunità si stabilì vicino al palazzo El Badi, in quello che sarebbe poi diventato il mellah cittadino. La città divenne un importante centro e punto di riferimento religioso per le comunità ebraiche del Sous e della costa atlantica. Come i loro predecessori Wattasidi, i sultani Sa'diani impiegarono gli ebrei come medici, emissari diplomatici e tesorieri. Nel 1603 gli ebrei Abraham bin Wach e Judah Levi furono nominati dal sultano ministri del tesoro. I membri delle famiglie ebraiche aristocratiche, come i Cabessa e i Palache, servirono i sultani come diplomatici, tesorieri e negoziatori con i mercanti europei, tant'è che gli ebrei giocarono un importante ruolo nel commercio trans-sahariano e ottennero dai sultani della dinastia il monopolio del commercio dello zucchero, della stoffa, delle armi, dei cereali, delle piume di struzzo, della gomma arabica e dell'avorio con l'Europa. Durante il periodo di governo di questa dinastia, le autorità si dimostrarono quasi sempre tolleranti verso gli ebrei e lo stesso valse per le masse musulmane. Nel 1557 il sultano Abd Allah al-Ghalib fece costruire un mellah a Marrakech, il secondo nella storia.
La vittoria del sultano Abu Marwan Abd al-Malik I contro i portoghesi nella battaglia di Alcazarquivir venne festeggiata dagli ebrei marocchini nei secoli a venire, perché interpretarono la vittoria marocchina come una punizione divina contro la dinastia Aviz, che aveva espulso gli ebrei dal Portogallo, molti dei quali avevano trovato rifugio proprio a Ksar El Kebir e in altre città settentrionali del Marocco. Inoltre, prima di partire per la sua campagna, il re Sebastiano I del Portogallo fece un giuramento solenne in una chiesa di Lisbona, giurando che se avesse vinto la battaglia avrebbe costretto tutti gli ebrei delle terre conquistate a convertirsi al cristianesimo.

### Sotto Mulay al-Rashid e Mulay Isma'il
Al XVII secolo risale la figura di Aaron ibn Mish'al, sovrano ebreo di Taza, che terrorizzò i suoi sudditi musulmani, richiedendo annualmente a Fès una vergine musulmana che arricchisse il suo harem. Secondo la leggenda, di primaria importanza nell'ambito dell'ascesa della dinastia alawide, Mulay al-Rashid, travestito da donna e introdottosi nella dimora di ibn Mish'al, uccise il despota, appropriandosi delle sue ricchezze, potendo così imporre il suo dominio nell'intero Paese. Le comunità ebraiche dovettero affrontare un periodo di difficoltà durante il periodo delle grandi conquiste di Mulay al-Rashid che lo opposero alla zawiya di Dila. Il successore di al-Rashid fu suo fratello Mulay Isma'il, il quale nominò suo consigliere l'ebreo Joseph Toledano, figlio di Daniel Toledano, consigliere a sua volta di Mulay al-Rashid.
Sotto il governo di Isma'il, le sinagoghe che furono distrutte dal fratello furono ricostruite. Il sultano fece realizzare nel 1679 un mellah nella sua nuova capitale Meknès, il terzo dopo quello di Fès e Marrakech. Un giorno il sultano minacciò gli ebrei di convertirli con la forza al'Islam se il loro messia non si fosse presentato entro un limite di tempo ben preciso da lui stabilito. I notabili ebrei compresero cosa si nascondeva dietro la minaccia del sultano e lo accontentarono con una grande somma di denaro, salvandosi dalla conversione forzata. Tra le principali famiglie ebraiche che esercitarono influenza sotto Mulay Isma'il emersero in particolare i Maymeran, gli ibn Attar e i Toledano. Joseph e Haim Toledano furono ambasciatori nei Paesi Bassi e a Londra. Joseph concluse un trattato di pace tra il Marocco e i Paesi Bassi, divenendo un favorito del sultano. Moshe ibn Attar fu ambasciatore in Gran Bretagna e ottenne un trattato di pace tra i due regni nel 1721.

### Tra il XVIII e il XIX secolo
Una buona parte dei negoziatori, tesorieri, consiglieri e amministratori della corte marocchina furono ebrei, prevalentemente sefarditi, la cui ricchezza e istruzione spianarono loro la strada alla corte marocchina. Uno dei primi di questi ministri fu Shumel al-Barensi, che iniziò la carriera di corte nel XVI secolo a Fès e aprì la carriera di Stato per una lunga successione di correligionari che terminò nel XIX secolo con Masado ben Leaho, primo ministro e consigliere del sultano negli affari esteri. All'inizio del XVII secolo l'ebreo Pacheco fu ambasciatore marocchino nei Paesi Bassi, seguito nel 1610 da Shmuel al-Farrashi e da Joseph Toledano nel 1675, il quale concluse un trattato di pace con la repubblica. Il figlio di Joseph Toledano, Haim, fu ambasciatore in Gran Bretagna nel 1750. Nel 1772 Jacob Benider fu mandato come rappresentante del sultano del Marocco presso la corte britannica, seguito da Joseph Sumbal nel 1794 e da Meir Macnin nel 1827.
La condizione della comunità ebraica rimase invariata sotto Muhammad III, che tentò di modernizzare il suo regno. Muhammad III fece edificare la città portuale di Essaouira e invitò esponenti delle più importanti famiglie ebraiche marocchine a stabilirsi nella nuova città, nominandoli tujjār al-sultān, integrandoli nel makhzen e affidando loro il monopolio di importanti prodotti di esportazione. Tra le principali famiglie a emergere tra questa nuova classe mercantile si citano i Corcos, gli Afriat, i Guedalla, i Macnin e i Delmar.

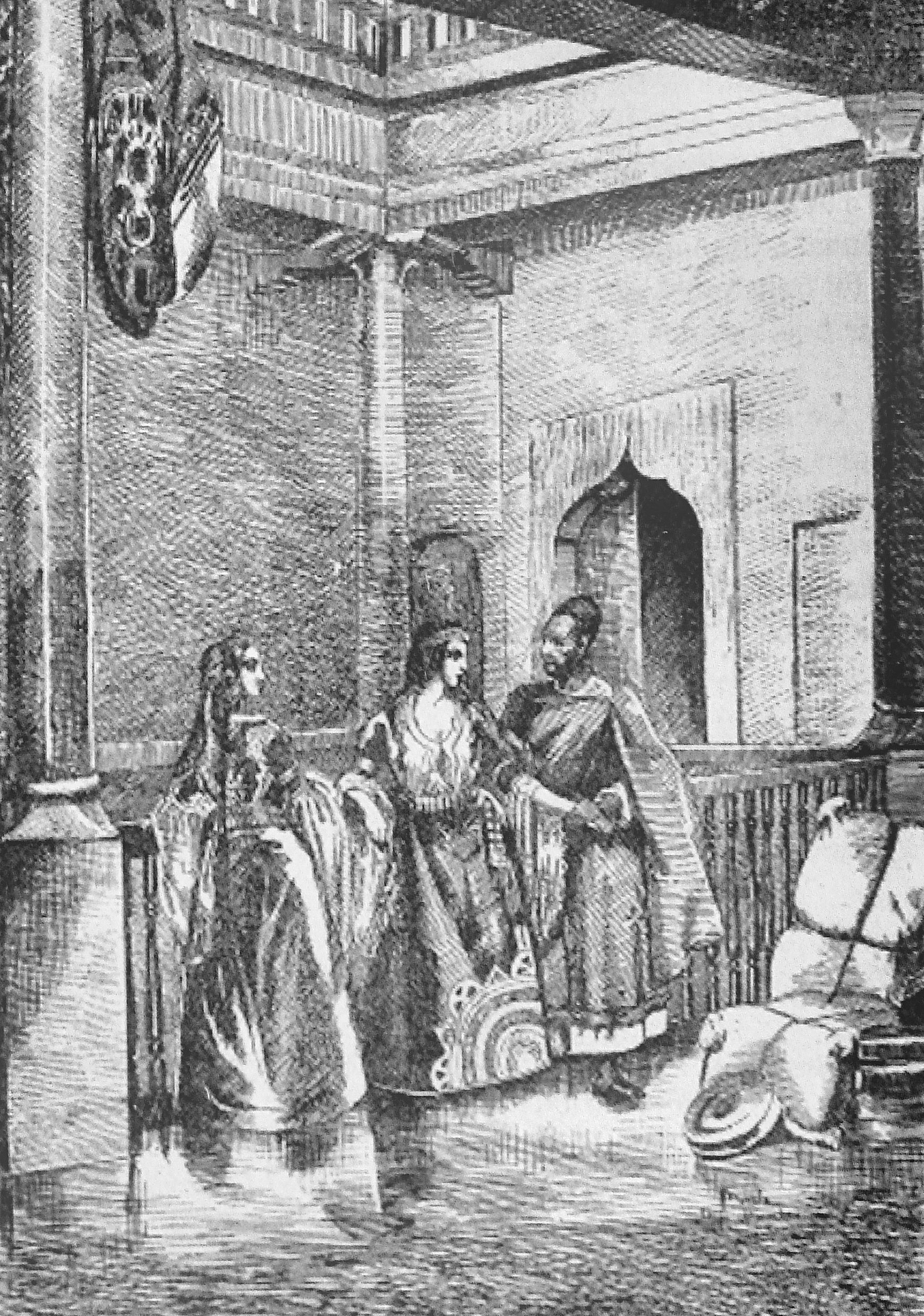
Casa ebraica a Essaouira, Darondeau, 1807-1841

A partire dal 1764 in seguito alla fondazione della città portuale di Essaouira, i mercanti ebrei marocchini cominciarono a viaggiare verso l'Europa. Numerose famiglie mercantili di Essaouira, come i Guedalla, si stabilirono a Londra. Molti mercanti lasciavano invece in patria le loro famiglie nel corso dei loro viaggi. Questa nuova classe di tujjār ("mercanti"), per il 90% ebrei, svolsero un ruolo fondamentale nello stabilire relazioni commerciali con l'Europa, stabilendo un rapporto privilegiato con il sultano, che a sua volta si impegnò nel suo ruolo di protettore nei loro confronti. Il consigliere più fidato di Muhammad III fu l'ebreo Eliahu ha-Levi. In seguito alla morte del suo consigliere Samuel Sumbal nel 1782, Muhammad III cambiò atteggiamento nei confronti della comunità ebraica. Suo figlio maggiore, Mulay 'Ali, governatore di Fès, si oppose alla richiesta del padre di imporre una nuova tassa agli ebrei di quella città. Egli affermò che gli ebrei di Fès erano poveri e che non sarebbe stato disposto ad aumentare ulteriormente la loro miseria.
L'ascesa al trono di Mulay al-Yazid, alla morte di Muhammad III nel 1790, portò a persecuzioni contro gli ebrei, volendo vendicarsi di loro perché non gli avevano prestato denaro quando aveva tentato, anni prima, di usurpare il trono al padre. Come prima punizione gli ebrei più ricchi di Tétouan, al suo ingresso in città, furono legati alle code dei cavalli e trascinati per la città e il locale mellah venne saccheggiato. Le comunità ebraiche di Larache, Assila, Ksar El Kebir, Taza, Fès e Meknès subirono la stessa sorte. Gli ebrei di Tangeri, Assila, Ksar El Kebir ed Essaouira furono condannati a pagare grosse somme di denaro. Molti dei dignitari ebrei che avevano servito il precedente sultano furono giustiziati. I notabili e le masse musulmane cercarono di aiutare gli ebrei. Molti musulmani nascosero degli ebrei nelle loro case. A Rabat il governatore Bargash salvò la comunità da qualsiasi violenza.
L'ascesa al trono nel 1792 di Mulay Sulayman, fratello di Yazid, fu considerata una liberazione dagli ebrei. Il nuovo sultano ripristinò la precedente e tradizionale politica di tolleranza e permise agli ebrei convertitisi all'Islam per sfuggire alle persecuzioni di ritornare alla loro precedente fede, venendo ricordato dalle cronache ebraiche come Tsadik oumot ha-olam ("giusto tra le nazioni del mondo"). Il sultano fece poi demolire, in accordo con gli ulama, la moschea fatta costruire dal suo predecessore nel mellah di Fès e ripristinò i privilegi delle famiglie ebraiche di Essaouira. Mulay Sulayman raggruppò poi le comunità ebraiche di molte città, tra le quali Tétouan, Rabat, Salé ed Essaouira, nei mellah.
L'inizio del regno di Mulay 'Abd al-Rahman corrispose a una fase di insicurezze e di difficoltà per il Paese. La conquista francese dell'Algeria costituì un'ulteriore fonte di tensioni per il Marocco. La carestia colpì in particolare le comunità ebraiche di Meknès e di Fès. Un gruppo di ebrei di Agourai, che si stavano trasferendo a Meknès, vennero massacrati da un gruppo di banditi. Importante episodio legato alla memoria della comunità ebraica nel XIX secolo fu il martirio nel 1834 di Sol Hachuel, giovane ragazza ebrea di Tangeri accusata di apostasia. Un principe innamorato di lei la aveva accusata di essersi prima convertita all'Islam e di aver poi abiurato la sua nuova fede. Giustiziata e poi sepolta a Fès, la sua tomba divenne luogo di pellegrinaggio.

### Tempi moderni e influenza europea

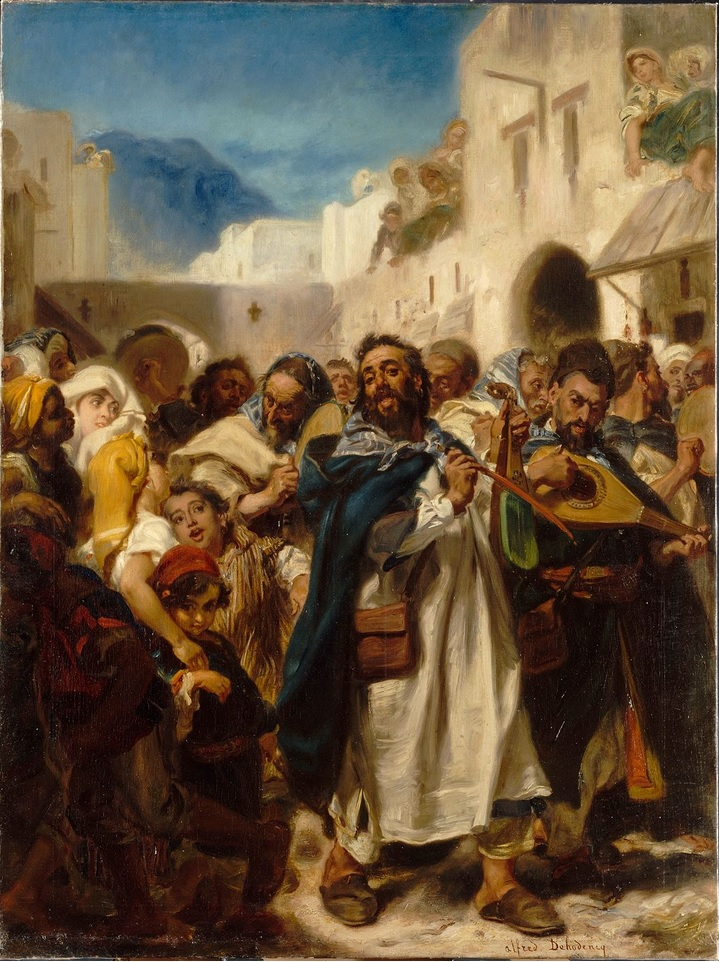
Festa ebraica a Tetouan, Alfred Dehodencq, 1865

Nel corso dei primi decenni del XIX secolo molti notabili ebrei cominciarono a divenire cittadini delle potenze europee, adottando la moda occidentale. Questo fenomeno generò tensioni tra il sultano, che vedeva in ciò una minaccia alla sua autorità, e le potenze europee. Nel 1831 fu raggiunto un accordo secondo il quale gli ebrei provenienti da Gibilterra avrebbero potuto indossare abiti occidentali al massimo per un mese. Il sultano cercò poi di porre sotto la sua autorità gli ebrei che immigravano dalla vicina Algeria francese, scatenando la reazione delle autorità francesi. Gli eventi del XIX secolo provocarono una sempre maggiore influenza europea in Marocco; il numero degli imprenditori e dei commercianti europei nei porti marocchini incrementò dai 389 nel 1850 ai 9000 nel 1894. Per far fronte alla concorrenza commerciale europea, il sultano reagì affidandosi ai tujjār al-sultān ebrei. Questi tujjār, fedeli al sultano e integrati nel makhzen, monopolizzarono, in particolare tra il 1848 e il 1856, il commercio di zucchero, caffè, tè, metalli, polvere da sparo, tabacco, grano, cereali, pelli e lana. L'influenza dei tujjār ebrei cominciò a declinare però dopo l'approvazione di trattati commerciali con le potenze europee.
La sovranità e l'influenza politica del Marocco furono sempre più indebolite dall'aggressività delle potenze europee, che sconfissero il Marocco nella battaglia di Isly e bombardarono Essaouira e Tangeri nel 1844, imponendo accordi commerciali nel 1856 e nel 1860. Le rappresentanze diplomatiche europee cominciarono ad assumere notabili ebrei marocchini come intermediari, ponendoli sotto la propria protezione consolare. Questa politica venne percepita dalle autorità marocchine come un espediente per una penetrazione commerciale europea nel Paese e come una sfida all'autorità del sultano. Molte delle famiglie ebraiche mercantili protette dagli europei, come i Corcos, continuarono comunque a preservare i propri rapporti con il sultano e con il makhzen.

#### Il viaggio di Montefiore in Marocco e l'Alleanza israelitica universale
A partire dai primi decenni del XIX secolo le comunità ebraiche europee, emancipate in seguito agli eventi successivi l'illuminismo e la rivoluzione francese, cominciarono a nutrire interesse per le condizioni nelle quali versavano i propri correligionari nel resto del mondo. Nel corso del secolo emersero in Europa svariate istituzioni ebraiche, tra le quali il Concistoro centrale israelitico di Francia, il Consiglio dei deputati degli ebrei britannici e l'Alleanza israelitica universale. Le iniziative avviate da esponenti attivi in queste istituzioni portarono ad esempio all'approvazione del decreto Crémieux, che concedette la cittadinanza francese agli ebrei algerini. Le attività dell'Alleanza israelitica universale erano obiettive all'emancipazione e al progresso morale delle comunità ebraiche e comprendevano sforzi nella lotta contro le malattie, la povertà e l'ignoranza e un impegno volto alla diffusione della cultura laica francese, degli ideali di libertà, uguaglianza e fratellanza e di idee improntate alla modernità. L'applicazione di queste campagne venne effettuata attraverso la diffusione della lingua francese. Importante obiettivo dell'istituzione fu la lotta all'antisemitismo, effettuata coinvolgendo le rappresentanze diplomatiche europee affinché convincessero le varie potenze interessate a concedere maggiori diritti alle proprie comunità ebraiche.

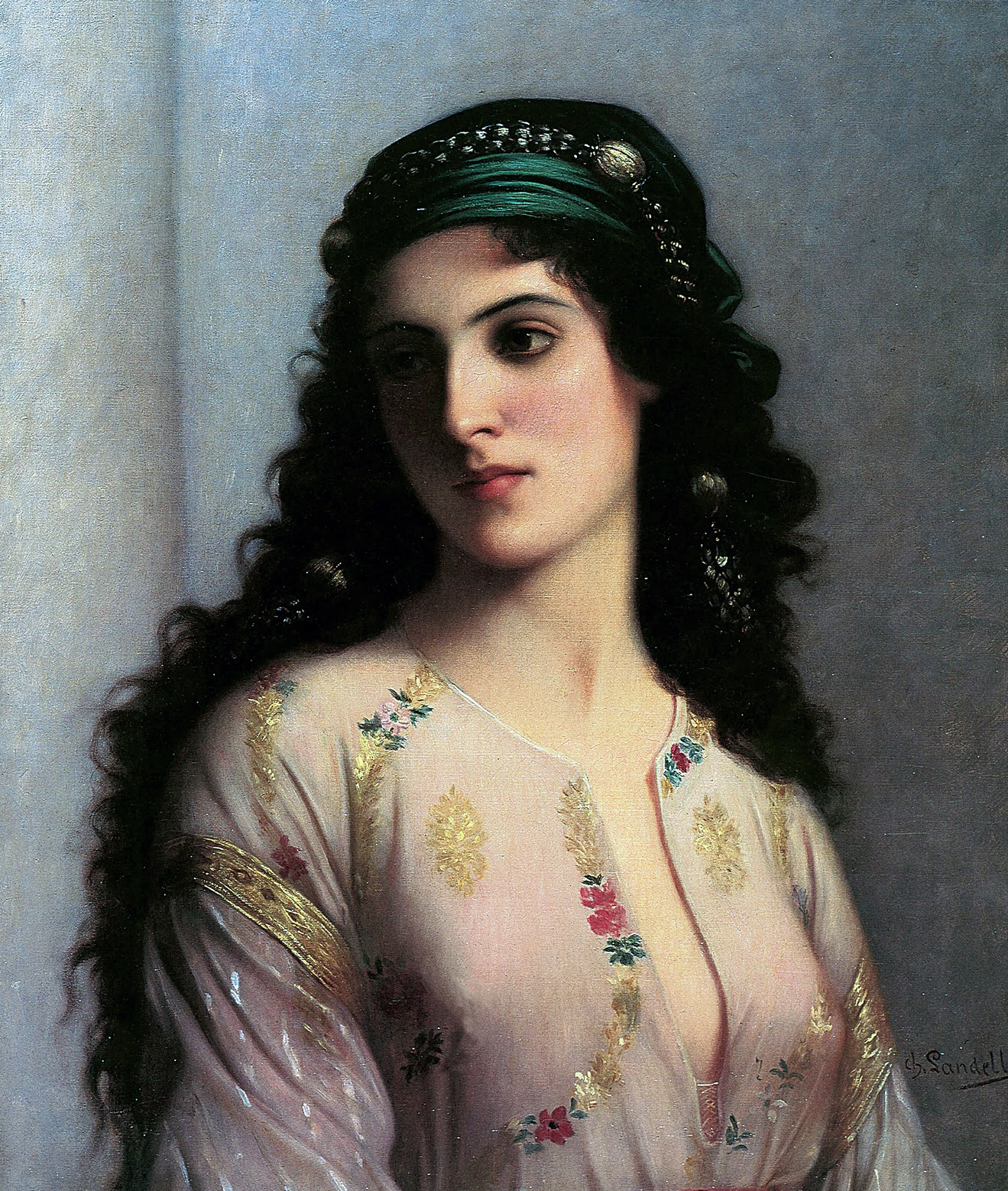
Donna ebrea a Tangeri, Charles Landelle, 1874

Nel 1863 il Consiglio dei deputati degli ebrei britannici ricevette un telegramma dal Marocco consistente in una richiesta di aiuto per liberare un gruppo di ebrei detenuti a Safi con l'accusa di aver ucciso uno spagnolo. Un ebreo fu giustiziato su richiesta del console spagnolo in città e molti altri vennero imprigionati. Moses Montefiore intraprese un viaggio in Marocco per chiedere la liberazione degli ebrei imprigionati e per richiedere al sultano Muhammad IV la garanzia che gli ebrei ottenessero gli stessi diritti dei loro concittadini musulmani, sull'esempio delle Tanzimat adottate dall'Impero ottomano. La missione di Montefiore ebbe successo in entrambi i casi. I prigionieri furono liberati e il 15 febbraio 1864 il sultano emise un decreto che concedette pari diritti di giustizia ai suoi sudditi ebrei. Questo editto di emancipazione venne confermato dal figlio di Muhammad IV, Hasan I, lo stesso anno della sua salita al trono nel 1873 e di nuovo confermato il 18 settembre 1880.
La sempre maggiore influenza europea in Marocco, confermata poi nel 1906 dalla conferenza di Algeciras, provocò una sempre maggiore rilevanza delle attività dell'Alleanza israelitica universale nella costituzione di una nuova classe media ebraica occidentalizzata che comprendesse impiegati, interpreti e commercianti. Le prime scuole dell'Alleanza vennero aperte a Tétouan (nel 1862), Tangeri (nel 1864) e Essaouira e contavano cinque unità nel 1872, per poi passare a 27 nel 1912; solo a partire dallo stesso anno le scuole dell'Alleanza riuscirono a minare il tradizionale dominio delle scuole rabbiniche. Nel 1903 l'Alleanza emise una serie di linee guida atte a uniformare il programma educativo per adeguarlo a quello francese. Le campagne dell'Alleanza furono inizialmente più attive tra le componenti di identità e cultura sefardita, i cui costumi erano più affini alla sensibilità occidentale, escludendo pratiche tradizionali diffuse tra gli ebrei delle regioni più interne, come la poligamia e il matrimonio delle ragazze poco dopo i dieci anni, mentre furono inizialmente rigettate dalle comunità più tradizionaliste, come a Meknès. L'influenza dell'Alleanza cambiò progressivamente l'ambiente culturale ebraico marocchino. Per contrastare i matrimoni precoci tra le comunità ebraiche, vennero avviate conferenze e dialoghi con i rabbini locali, mentre molti esponenti dell'Alleanza individuarono come soluzione il coinvolgimento delle ragazze nelle scuole. L'influenza europea in ambito culturale tra la comunità ebraica fu particolarmente attiva a Tangeri. A partire dagli anni 1870 svariati intellettuali ed esponenti dell'Alleanza fondarono numerosi giornali destinati alla comunità ebraica e obiettivi alla diffusione della lingua francese. Abraham Lévy-Cohen fondò nel 1883 il giornale Le Reveil du Maroc. Tra gli anni 1890 e 1910 nacquero giornali in arabo giudeo-marocchino, tra i quali Kol Israel, Mébasser Tov, Moghrabi e El Horria (attivo anche in francese sotto il nome di La Liberté).
All'inizio del XX secolo la comunità ebraica era stimata a oltre 100000 membri, il 70% dei quali distribuiti nelle città, dove spesso costituivano tra il 10% e il 30% della popolazione. A partire da quel periodo, vaste comunità di ebrei berberi cominciarono a spostarsi in massa dai monti dell'Atlante verso le grandi città del Paese, diluendo l'identità arabofona e sefardita delle comunità ebraiche urbane. Le barriere linguistiche erano pronunciate in particolare nelle città settentrionali di Tangeri e Tétouan tra le locali comunità di lingua giudeo-spagnola e le componenti arabofone immigrate dalle regioni interne. Le attività dell'Alleanza svolsero un ruolo fondamentale nell'integrare le varie componenti linguistiche tra le comunità ebraiche urbane, diffondendo l'uso della lingua francese come lingua franca. Le attività dell'Alleanza favorirono la diffusione di prenomi francesi tra le famiglie ebraiche, anche nelle regioni rurali. Migliaia di ebrei dal Marocco settentrionale, in gran parte istruiti nelle scuole dell'Alleanza, emigrarono verso l'America Latina, in particolare verso l'Amazzonia, attirati dall'industria della gomma. Molti ebrei di Tétouan emigrarono nell'Algeria francese, stabilendosi prevalentemente a Orano, tradizionale destinazione fin dal XVIII secolo.

### Il protettorato

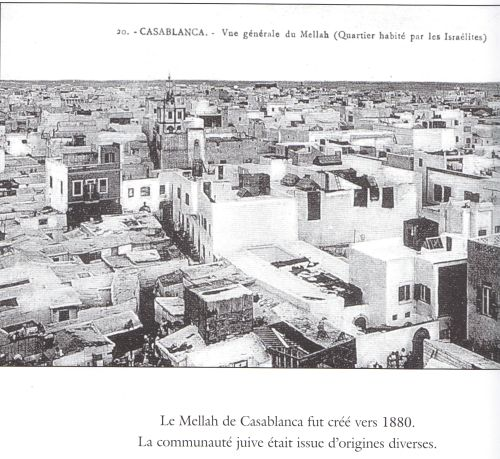
Il mellah di Casablanca all'inizio del XX secolo

Nel 1912, con il trattato di Fès, il Marocco divenne un protettorato francese, mentre nelle regioni settentrionali vennero poi istituiti il Marocco spagnolo e la zona internazionale di Tangeri. Sotto la dominazione europea, gli ebrei marocchini godettero dei pieni diritti civili. Lo status degli ebrei rimaneva soggetto alla protezione del sultano. A Fès scoppiò nell'aprile 1912 una violenta rivolta, conosciuta dalla comunità ebraica come Tritel, la quale generò un pogrom che colpì il locale mellah, provocando cinquanta morti. Migliaia di ebrei della città trovarono rifugio nel palazzo reale. Nel difendere le loro basi militari, i militari francesi rimasero indifferenti nei confronti della comunità ebraica, intervenendo tardivamente. Il sultano Mulay Abd al-Hafiz istituì una commissione in aiuto della comunità, per ovviare ai danni causati dalla rivolta.
Le scuole dell'Alleanza israelitica universale vennero supportate dalle autorità francesi e a partire dal 1924 gli insegnanti divennero di fatto dipendenti statali. Migliaia di ebrei continuarono a spostarsi in massa dalle regioni rurali verso le grandi città, in particolare a Casablanca, dove si stabilirono prevalentemente nel locale mellah. Gli ebrei borghesi si stabilirono invece nelle villes nouvelles realizzate dall'amministrazione coloniale. Queste differenti distribuzioni acuirono le distinzioni tra le classi sociali. Tradizionalmente, a capo delle comunità ebraiche vi era un nagid o uno sheikh al yahud, coadiuvato da un consiglio di sette notabili, che si occupava dei rapporti con le autorità, mentre in ambito giuridico dominavano i tribunali rabbinici. Le autorità coloniali intrapresero una riforma dell'organizzazione comunitaria. Due decreti emessi nel 1918 stabilirono la nomina dei giudici rabbini, i quali fino ad allora venivano eletti, e le loro competenze furono limitate al solo status personale. Venne istituito un Tribunale rabbinico supremo e venne introdotta la figura dell'Ispettore delle istituzioni israelite; il primo ad assumere questo ruolo fu Yahya Zagury, importante esponente della comunità che aveva ottenuto la cittadinanza francese.

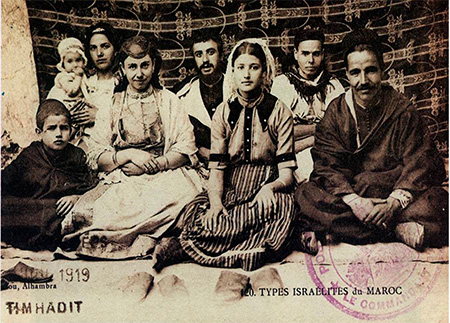
Famiglia ebraica in Marocco, 1919

L'arrivo di decine di migliaia di coloni europei negli anni 1930 pose fine al tradizionale monopolio dell'economia urbana da parte della tradizionale borghesia ebraica. Gli europei si inserirono in tutti i settori amministrativi, anche se gli ebrei riuscirono comunque a integrarsi maggiormente rispetto ai propri connazionali musulmani. Molti ebrei si impegnarono in nuove professioni introdotte dagli europei, divenendo idraulici, elettricisti e meccanici. Un gran numero di ebrei scolarizzati nelle scuole dell'Alleanza raggiunsero un notevole status a seguito dello sviluppo del Paese, specializzandosi nelle professioni liberali e trovando occupazione nelle compagnie e nelle banche stabilite dagli europei. Questa nuova classe media costituì una componente importante delle comunità ebraiche urbane; la sua occidentalizzazione e una sua potenziale integrazione tra i colonizzatori furono tuttavia contrastate dall'antisemitismo di molti dei coloni europei stabilitisi in Marocco.
Anche se considerati un'importante base per la diffusione della cultura francese in Marocco, le autorità coloniali rifiutarono le richieste degli ebrei istruiti di concedere loro la cittadinanza francese e di sottrarli quindi alla giurisdizione marocchina; a differenza di quanto accaduto in Algeria, dove agli ebrei fu concessa la cittadinanza francese con il decreto Crémieux del 1870, o agli ebrei tunisini ai quali veniva offerto lo stesso status nel contesto della legge Morinaud del 1923, agli ebrei marocchini fu negata tale concessione e i notabili ebrei che avevano ottenuto la protezione consolare nei decenni precedenti il protettorato persero i loro privilegi. Nel Marocco spagnolo, le autorità spagnole avviarono invece varie iniziative per integrare le locali comunità ebraiche. Un decreto reale, emesso il 20 dicembre 1924, riconobbe ai sefarditi il diritto di ottenere la cittadinanza spagnola. Numerosi giornali vennero fondati tra gli anni 1920 e 1930, tra questi La Lumiere du Maroc, in arabo giudeo-marocchino e attivo a Casablanca tra il 1922 e il 1924, Adelante, attivo tra il 1929 e il 1932 in lingua spagnola, L'Avenir Illustré, giornale francofono nato a Casablanca nel 1926 e attivo nel sostenere gli ideali del sionismo, e l'Union Marocaine, fondato nel 1932 e in rappresentanza delle idee francofile dell'Alleanza israelitica universale.

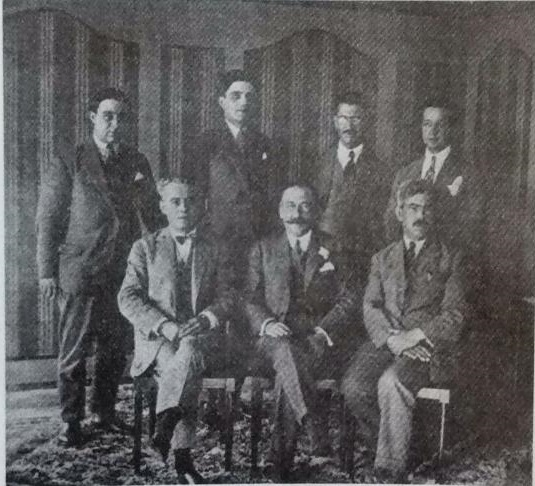
Redazione del giornale L'Avenir Illustré, 1926

Il movimento sionista, i cui ideali erano obiettivi alla costituzione di uno Stato ebraico in Palestina, cominciò a organizzarsi in Marocco nei primi decenni del XX secolo. Importante voce del sionismo fu il periodico L'Avenir Illustré. Le prime partenze dal Marocco verso la Palestina motivate da ideali sionisti avvennero nel 1919 e nel 1922 e interessarono circa 1000 persone. Secondo quanto rilevato da Yahya Zagury, gli emigrati nel 1919 furono circa 350, 250 dei quali originari di Casablanca e i restanti principalmente di Marrakech, arabofoni e berberofoni, provenienti perlopiù da contesti molto tradizionalisti e spinti in larga parte da motivazioni religiose. Questo flusso migratorio rappresentò all'epoca una novità. A emigrare fin dall'inizio del XX secolo erano stati infatti prevalentemente ebrei sefarditi istruiti, dal Marocco settentrionale verso il Venezuela e il Brasile. Gli emigranti del 1919 furono convinti dalla propaganda sionista attiva in alcune testate giornalistiche ebraiche, come El Horria, e in alcune sinagoghe a Casablanca. Gli emigrati nel 1922 erano invece originari di Fès e di Sefrou. Zagury denunciò il sionismo come una delle principali minacce per la comunità. Le critiche al movimento sionista furono ampiamente condivise dagli esponenti dell'Alleanza israelitica universale e dalle autorità francesi; queste ultime interdissero le attività sioniste nel Paese, anche se permisero la formazione di alcuni circoli di lingua ebraica, come l'associazione sportiva Maccabi, nata a Casablanca nel 1926. Il sionismo si diffuse in particolare tra i giovani ebrei delle città e la sua popolarità crebbe drasticamente a partire dagli anni 1930 e 1940. Numerosi attivisti e simpatizzanti si interessarono allo studio della lingua ebraica moderna.

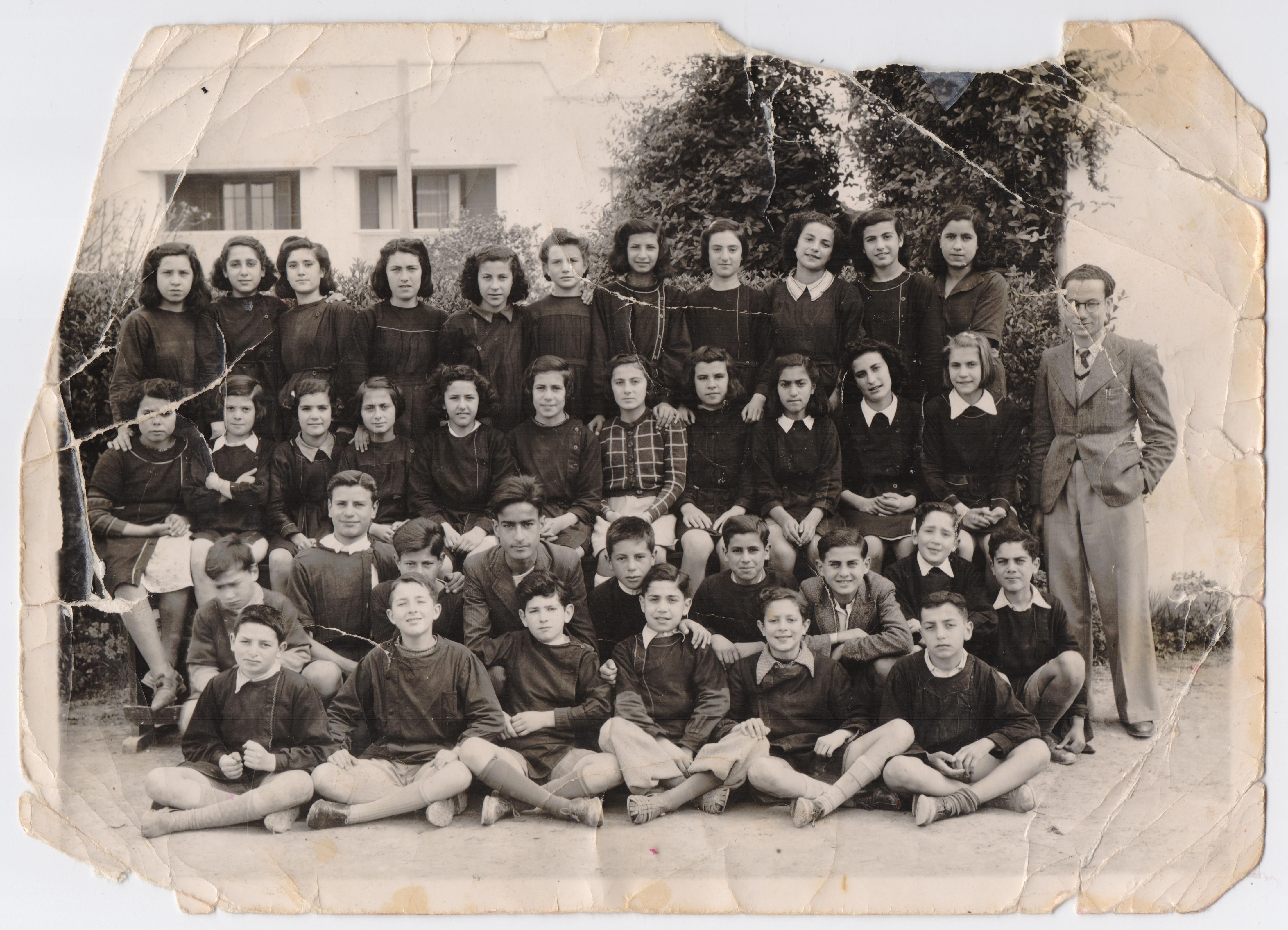
Alunni di una scuola dell'Alleanza israelitica universale a Fès, 1940

La principale corrente politica a dominare in ambito comunitario fu quella formatasi nelle scuole dell'Alleanza israelitica universale e che si identificava con i valori repubblicani e con la cultura francese. Una cospicua componente della comunità conservò invece la propria tradizionale fedeltà alla dinastia sceriffiana. Molti ebrei marocchini furono poi attivi in partiti e movimenti politici di sinistra, in particolare nella sezione marocchina del Fronte popolare, e un numero cospicuo, insieme ad alcuni connazionali musulmani, confluì in varie associazioni francesi legate al mondo della sinistra, tra le quali la Lega internazionale contro l'antisemitismo, la Ligue des droits de l'homme e la Libre pensée. Il sostegno del movimento nazionalista marocchino agli ideali panarabisti e panislamisti, in contrasto con i movimenti di sinistra, intensificò le distanze in ambito politico tra gli ebrei e i musulmani. Ad attrarre molti ebrei fu il Partito Comunista Marocchino, il cui primo segretario fu Léon Sultan, ebreo algerino con cittadinanza francese. Tra i principali attivisti ebrei a emergere nell'ambito del Partito Comunista Marocchino si distinsero in particolare Abraham Serfaty, Edmond Amran El Maleh e Simon Lévy. Una vasta componente della comunità sposò invece idee sioniste, diffuse dalle sempre più intense attività dell'Agenzia ebraica e di vari gruppi locali. La maggior parte della comunità ebraica rimase però politicamente neutrale. La comunità ebraica, malgrado la sua ampia fedeltà al sultano, non venne coinvolta nel nascente movimento nazionalista, che si stava organizzando a partire dagli anni 1930, il quale, anche se insisteva nell'asserire che gli ebrei costituissero una componente fondamentale del retaggio marocchino, si era in larga parte fondato su un'identità religiosa i cui ideali erano ascrivibili al riformismo islamico.

#### La seconda guerra mondiale
Nel 1940 il governo di Vichy, sotto controllo nazista, emise molti decreti obiettivi a escludere gli ebrei dalle funzioni pubbliche. Le autorità coloniali chiusero L'Avenir Illustré e l'Union Marocaine, i principali giornali della comunità. Il sultano Muhammad V si rifiutò di far applicare le leggi antisemite in Marocco, e in segno di sfida nel 1941 invitò tutti i rabbini del regno alle celebrazioni dell'anniversario della sua salita al trono. La presa di posizione del sultano fu accolta positivamente dal movimento nazionalista marocchino, che vide nel gesto una forma di affrancamento dal dominio coloniale. L'ammirazione per la figura del sultano Muhammad V rimase impressa nella memoria delle comunità ebraiche marocchine, anche all'estero e dopo generazioni. Nel Marocco spagnolo le autorità non emisero leggi discriminatorie. Tuttavia, la stampa e le radio spagnole sostennero retoriche antisemite. Il console tedesco a Tétouan fece pressioni sulle autorità spagnole affinché adottassero disposizioni contro la comunità e incitò la popolazione musulmana ad aggredire gli ebrei. I tentativi del console non ebbero successo e, al contrario, il locale governatore marocchino si assicurò che la comunità ebraica non venisse colpita.
La sconfitta francese nel corso della campagna di Francia, l'istituzione della Repubblica di Vichy e le iniziative antisemite intraprese da quest'ultima portarono gran parte della comunità ad abbandonare la tradizionale fiducia provata verso le autorità coloniali francesi e a identificare come protettore della comunità il sultano. Molti ebrei attivi nei movimenti di sinistra sposarono la causa nazionalista marocchina, partecipando alla lotta per l'indipendenza del Paese. In seguito ai successi degli Alleati in Francia, i festeggiamenti della comunità ebraica portarono gli ufficiali francesi pétainisti a incitare a violenze antisemite. Nel luglio 1944 i goumier saccheggiarono il mellah di Sefrou, nell'indifferenza degli ufficiali francesi. Un simile incidente avvenne a Meknès nel settembre dello stesso anno.

#### Il dopoguerra
Nel dopoguerra i massimi rappresentanti della comunità ebraica cominciarono a contattare gli esponenti del movimento nazionalista per discutere sul futuro riservato agli ebrei in un Marocco indipendente. I nazionalisti, nonché il sultano Muhammad V, consideravano essere la comunità ebraica una fondamentale componente del Paese. Gli esponenti dell'Istiqlal cercarono di conquistare membri della comunità ebraica alla causa nazionalista. Tra gli ebrei fedeli alla causa nazionalista marocchina fu attiva in particolare l'organizzazione al-Wifaq, che promuoveva la coesistenza tra connazionali ebrei e musulmani. L'attivismo politico in gran parte della comunità ebraica cominciò però sempre più a guardare in direzione del sionismo, le cui idee cominciarono a diffondersi maggiormente in seguito al ventiduesimo congresso sionista, tenutosi a Basilea. La generale estraniazione sviluppata dalla comunità ebraica marocchina nei confronti delle autorità francesi e il sempre più marcato attivismo nazionalista tra la popolazione musulmana accelerarono questo fenomeno. Gran parte dei gruppi sionisti attivi in Marocco si identificavano nella corrente religiosa o in quella socialista. Le attività sioniste vennero condannate dalla stampa nazionalista, incrementando le tensioni nel Paese. Elementi nazionalisti invitarono a un boicottaggio delle attività tenute dagli europei e dagli ebrei. Relativamente al conflitto in Palestina, a Fès e a Casablanca vennero tenute numerose manifestazioni di sostegno agli eserciti arabi. A condannare attivamente il sionismo furono poi in particolare gli ebrei membri del Partito Comunista Marocchino. Nel dicembre 1949 in un articolo dell'Espoir, l'attivista Edmond Amran El Maleh dichiarò: «Noi siamo marocchini, non siamo stranieri come i sionisti vorrebbero farci credere [...] Noi siamo profondamente marocchini».

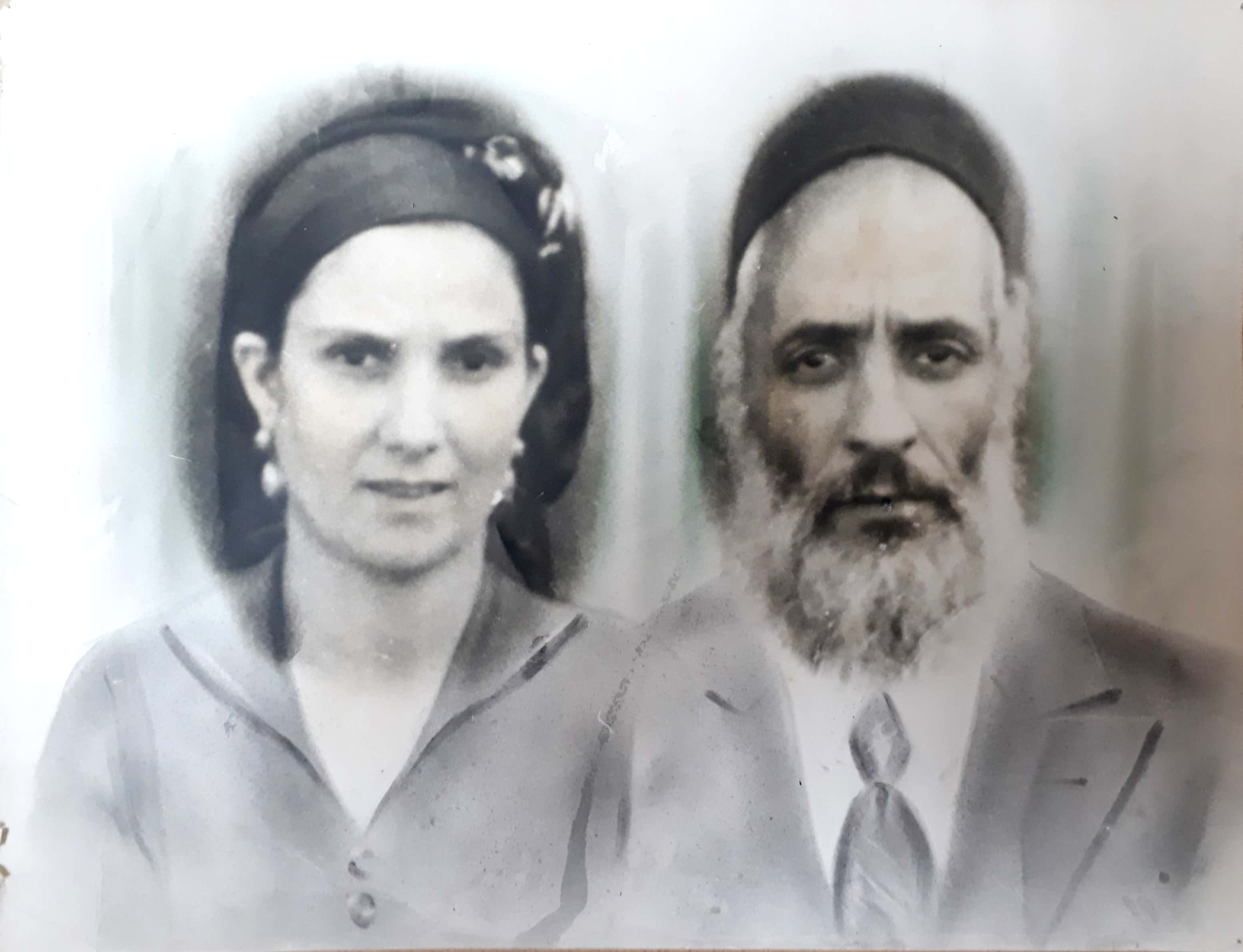
Coppia di ebrei marocchini emigrati dalla regione di Tafilalet

Nel 1948 circa 265000 ebrei vivevano in Marocco, dei quali 238000 nel Marocco francese, 15000 nel Marocco spagnolo e 12000 nella zona internazionale di Tangeri. L'istituzione dello Stato di Israele nel 1948 e istigazioni antisemite da parte dei funzionari francesi provocarono, il 7 giugno 1948, lo scoppio di violenti pogrom a Oujda e a Jerada. I rivoltosi assassinarono in totale 47 ebrei e danneggiarono varie proprietà private. Il sultano Muhammad V, nel corso del suo discorso a favore delle rivendicazioni arabe e palestinesi tenutosi nei mesi precedenti, aveva invitato a non colpevolizzare in alcun modo la comunità ebraica; il suo invito non venne però accolto dagli elementi estremisti affiliati al movimento nazionalista. Vari esponenti sionisti individuarono come responsabili primariamente le autorità francesi, che avevano favorito e tollerato le rivolte. Molti abitanti musulmani di Oujda contribuirono poi a ristabilire l'ordine in città. Le rivolte vennero condannate dai nazionalisti e dai locali funzionari del makhzen, che espressero il proprio appoggio alle famiglie colpite. Le autorità indagarono e processarono i principali aggressori; 35 uomini vennero processati da tribunali militari: due degli imputati vennero condannati a morte, a cinque vennero comminati tra i dieci e i vent'anni di lavori forzati e multe di 12000 franchi e ad altri cinque vennero comminati tra i tre e i cinque anni di carcere e varie multe. I rimanenti vennero assolti. I pogrom del 1948 accelerarono l'emigrazione ebraica.
Negli anni 1940 le autorità francesi interdissero l'emigrazione della comunità ebraica. L'emigrazione sionista, avviata a partire dal 1947, avveniva così in via clandestina, con il sostegno delle organizzazioni sioniste. Gli emigranti, attraversando clandestinamente la frontiera vicino a Oujda, raggiungevano un campo di transito segreto situato in Algeria. Coloro che venivano sorpresi dalle autorità venivano rimandati indietro. A partire dal 1949 gli emigranti che riuscivano a raggiungere l'Algeria venivano assistiti da emissari israeliani a raggiungere Marsiglia. Tra aprile e dicembre 1948 migliaia di ebrei marocchini raggiunsero campi di transito in Francia, in attesa di raggiungere Israele.

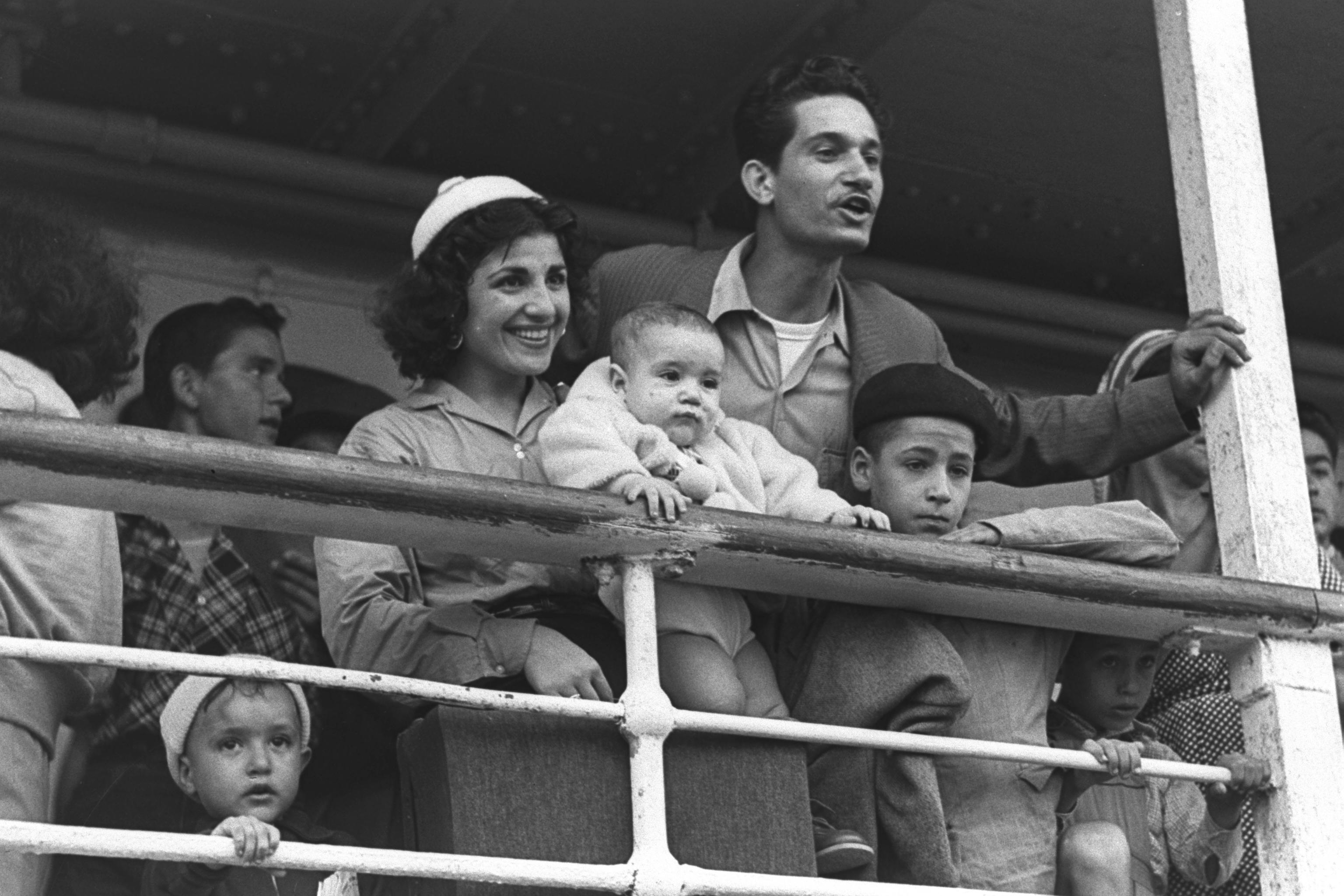
Migranti marocchini nel porto di Haifa, 1954

A partire dal 1949 l'emigrazione ebraica cominciò a rallentare; gli emigrati giunti a destinazione incontrarono ampie difficoltà socioeconomiche e dovettero affrontare numerosi episodi di discriminazione etnica da parte delle istituzioni israeliane, dominate dagli aschenaziti; molti emigrati avvisarono i parenti rimasti in Marocco, che persero l'entusiasmo e l'interesse per l'emigrazione in Israele, decidendo di rimanere in patria. Inoltre, le difficoltà delle istituzioni israeliane nell'integrare le centinaia di migliaia di immigrati e di rifugiati che giungevano dopo la nascita del Paese portò a un declino della propaganda sionista in Marocco da parte dell'Agenzia ebraica, che cominciò a selezionare gli immigrati in base alle condizioni sociali e di salute.
Le organizzazioni sioniste stipularono nel 1949 un accordo con le autorità francesi secondo il quale l'Agenzia ebraica avrebbe potuto organizzare regolarmente l'emigrazione, fissando delle quote mensili e aprendo un ufficio a Casablanca che si sarebbe occupato di selezionare gli emigranti e di distribuire loro i visti. La Francia avrebbe giovato dallo stabilimento di ebrei francofoni in Medio Oriente, che vi avrebbero favorito un'influenza francese in ambito culturale e politico. Sulla base di questi accordi venne fondata l'organizzazione Cadima, con sede a Casablanca, che appoggiò negli anni successivi l'emigrazione di decine di migliaia di ebrei marocchini e la cui operatività pose fine al fenomeno dell'emigrazione clandestina. Le autorità francesi posero una quota mensile massima di 600 emigranti. Il Cadima aprì numerosi altri uffici in varie città del Paese, come Rabat, Salé, Fès, Meknès, Marrakech, Essaouira e Safi. A partecipare ai programmi del Cadima furono principalmente ebrei residenti in città, mentre furono inizialmente esclusi gli ebrei delle regioni rurali. Il Cadima stabilì inoltre un campo di transito vicino a El Jadida.

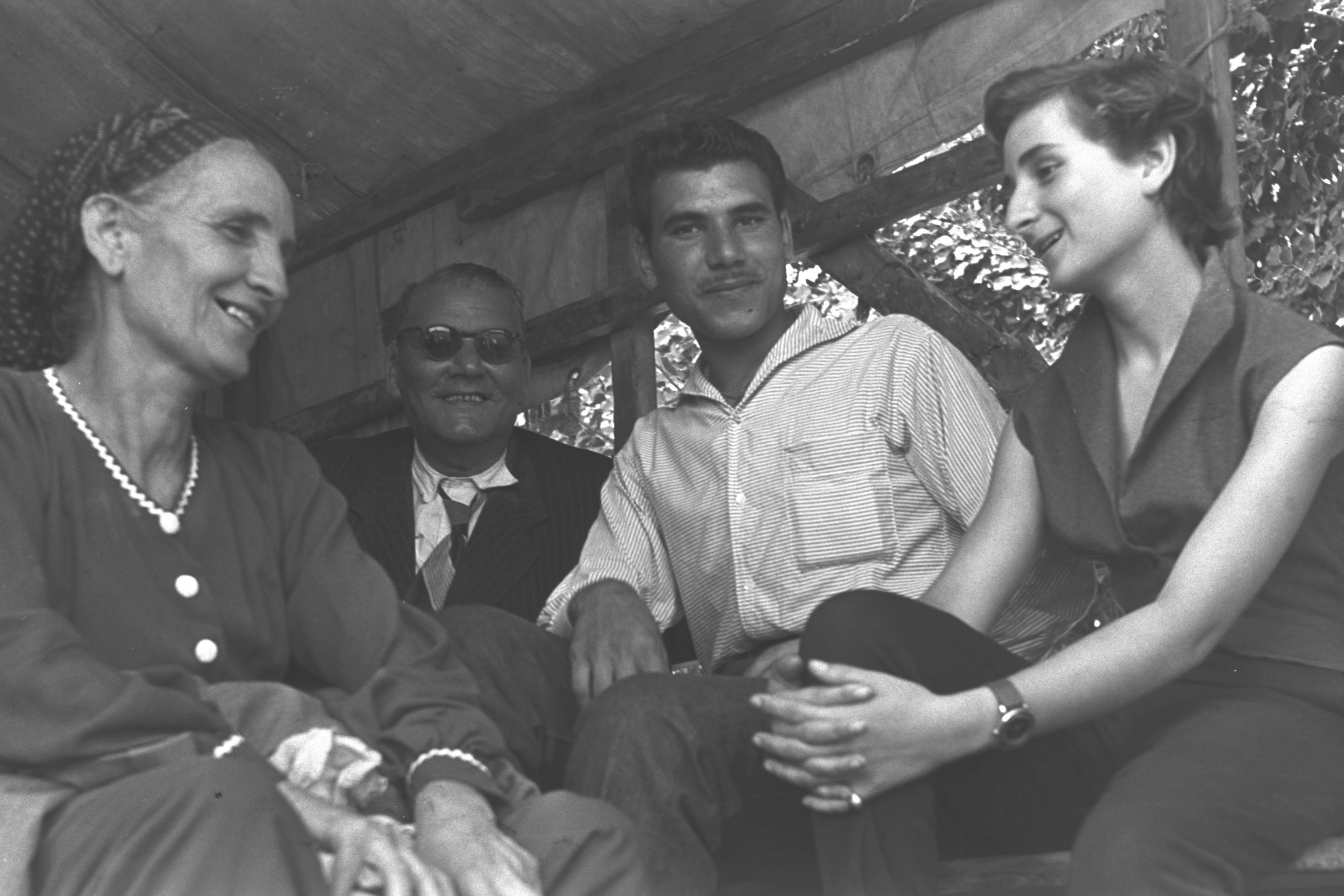
Famiglia marocchina nel Negev, 1954

Il Cadima adottò una politica di reclutamento tra le locali comunità ebraiche, che venivano approcciate dalle sezioni locali e dagli assistenti dell'organizzazione. Il personale selezionava poi gli emigranti in base alle loro condizioni sociali. A partire dai primi anni 1950 il Cadima cominciò a estendere le sue attività alle regioni rurali; i candidati venivano esaminati da un medico e poi selezionati a Casablanca da un rappresentante del ministero della salute israeliano. I candidati selezionati venivano poi trasportati al campo Eliahu vicino a Casablanca, dove venivano ulteriormente riesaminati. In alcuni casi, intere famiglie decidevano di rimanere dopo che alcuni membri venivano valutati non idonei a partire. Ai candidati selezionati venivano distribuiti i passaporti, per poi essere imbarcati per Marsiglia.
Secondo un'indagine effettuata dal ministero della salute israeliano nel 1953, in Marocco vi erano in totale 250000 ebrei, 40000 dei quali distribuiti in circa 120-130 insediamenti rurali. La comunità era largamente giovane: il 43% aveva meno di 14 anni, il 42% aveva tra i 15 e i 45 anni e solo il 15% aveva più di 45 anni. La maggioranza degli ebrei marocchini viveva ancora concentrata nei mellah, i cui ambienti presentavano gravi carenze dal punto di vista igienico e sanitario. Sulla base di queste condizioni, tra il 1952 e il 1953 il 19,4% dei candidati di Taroudant venne valutato come non idoneo a emigrare. Malgrado l'impegno dell'Alleanza israelitica universale, nel 1952 il 60% dei bambini tra i cinque e i nove anni non era stato scolarizzato. A partire dal 1954 esponenti dell'Agenzia ebraica individuarono come di fondamentale importanza l'evacuazione degli ebrei dalle regioni rurali. I criteri di selezione adottati per gli ebrei rurali erano obiettivi a reclutare manodopera adeguata al contesto agricolo e alla costruzione dei moshavim al quale erano destinati gli emigranti. Le autorità israeliane progettarono di stabilire gli immigrati per la maggior parte nelle regioni periferiche del Paese, per il 40% in insediamenti agricoli, sparsi nelle regioni settentrionali e nel deserto del Negev, e per il 60% nelle città di sviluppo.
Contemporaneamente, gli ebrei urbani cominciarono a perdere l'interesse per l'emigrazione in Israele, dal momento che la presenza statunitense in Marocco aveva favorito un'importante crescita economica tra il 1952 e il 1954. Numerosi ebrei marocchini stabilitisi in Israele cominciarono a tornare in Marocco; tra il 1949 e il 1953 a ritornare furono in 2466, citando i problemi di disoccupazione e di discriminazione etnica che dovettero affrontare in Israele da parte degli aschenaziti. Tra il 1948 e il 1956 circa 90000 ebrei abbandonarono il Paese attraverso le operazioni del Cadima e la comunità passò dalle 240000 unità nel 1952 alle 160000 nel 1960. Malgrado il movimento nazionalista si impegnasse nell'evitare maltrattamenti contro gli ebrei, la fase di violenza politica scoppiata tra il 1954 e il 1955 non risparmiò la comunità. In varie città vi furono incidenti che colpirono le proprietà ebraiche e vari episodi di molestie. Un massacro avvenne nel 1954 a Petitjean, dove vennero uccisi sette ebrei.

### L'indipendenza del Marocco

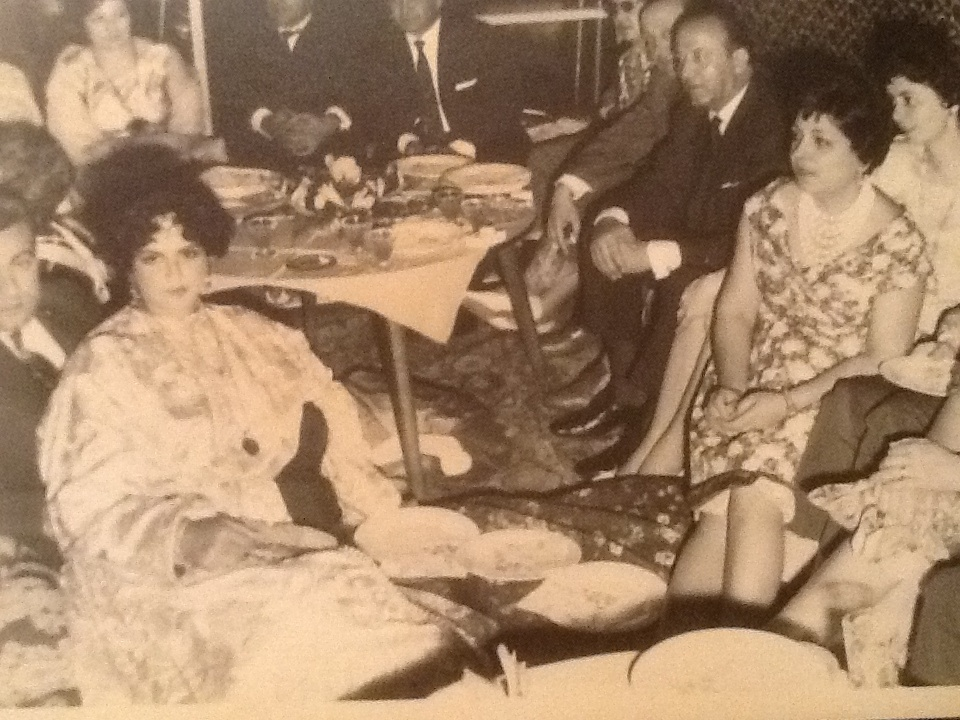
Ebrei a Rabat negli anni 1950

Il Paese era sede di una delle comunità ebraiche più vaste al mondo, insieme a quella americana, sovietica, francese, argentina, sudafricana e britannica, contando negli anni 1950 tra i 210000 e i 240000 membri. Il Marocco divenne indipendente nel 1956. Le attività sioniste vennero fermate, gli uffici del Cadima furono chiusi e divenne più difficile per gli ebrei ottenere un passaporto ed emigrare. Le autorità marocchine espressero la propria contrarietà all'emigrazione ebraica: da un lato, vi era la volontà di costruire un Marocco moderno e liberale e il ruolo della comunità ebraica era considerato fondamentale dal punto di vista sociale ed economico, dall'altro si voleva evitare che gli emigrati avvantaggiassero il neonato Stato di Israele.
Il sultano Muhammad V premeva affinché la comunità ebraica rimanesse in Marocco. In seguito all'indipendenza del Paese, ai cittadini ebrei fu garantita la parità di diritti e Muhammad V, in virtù del suo ruolo di protettore della comunità, si assicurò che i diritti civili dei suoi sudditi ebrei venissero scrupolosamente rispettati. Gli ebrei furono sottoposti al servizio militare insieme ai loro connazionali musulmani. Molti ebrei guadagnarono posizioni importanti in ambito amministrativo, governativo, nel parlamento e nella magistratura; Leon Benzaquen fu nominato ministro delle poste nel primo governo indipendente. I partiti politici, in particolare l'Istiqlal e il Partito Democratico dell'Indipendenza, sostennero attivamente l'integrazione della comunità nella vita pubblica e nelle istituzioni. Molti ebrei cominciarono a studiare l'arabo classico, anche in virtù della ridotta influenza francofona in seguito alla partenza dei funzionari francesi. Iniziative volte all'arabizzazione furono implementate anche dalle scuole dell'Alleanza israelitica universale. Le condizioni degli ebrei in Marocco erano ampiamente migliori rispetto che nel resto del mondo arabo. Una percentuale di ebrei molto più alta che tra i musulmani erano scolarizzati e la totalità aveva accesso al sistema sanitario. Il tasso di analfabetismo tra gli ebrei nel 1960 era del 43,2%, mentre tra i musulmani era dell'86,5%. La partenza dei funzionari francesi generò per gli ebrei un ambiente favorevole e un'importante occasione per costruire carriere nel settore amministrativo. Dopo l'indipendenza, infatti, il 13,2% della forza lavoro ebraica maschile e il 23,8% di quella femminile fu impiegata nel settore amministrativo. Tuttavia, un'indagine effettuata da una delegazione ebraica statunitense rilevò che l'80% dei 240000 ebrei marocchini desiderava comunque emigrare.
L'Agenzia ebraica riuscì, attraverso la corruzione di alti funzionari, a far emigrare clandestinamente diverse migliaia di ebrei verso Israele attraverso il porto di Casablanca e una rotta attraverso Tangeri. Tuttavia, la vigilanza sulle frontiere marocchine aumentò nel 1957 e cominciò a porre ostacoli agli ebrei che chiedevano il permesso di viaggiare legalmente per una breve visita all'estero, se si sospettava che la loro destinazione finale fosse Israele. Il Mossad cominciò a organizzare le basi per l'emigrazione clandestina attraverso rotte marittime e terrestri. Tra il 1957 e il dicembre 1961 30000 ebrei abbandonarono il Paese, sia attraverso passaporti collettivi rilasciati dal governo, sia attraverso l'emigrazione clandestina organizzata dal Mossad.

### Il regno di Hasan II e l'esodo di massa
La visita di Gamal Abdel Nasser a Casablanca il 3 gennaio 1961 provocò una serie di incidenti e di tensioni nel Paese che incrementarono il senso di insicurezza della comunità ebraica. Il 10 gennaio 1961 la Egoz, una delle imbarcazioni usate dal Mossad per trasportare clandestinamente gli emigranti marocchini, affondò in mare, provocando la morte di 45 persone. Le autorità marocchine reagirono con una serie di arresti che provocarono il collasso dell'apparato clandestino dei servizi segreti israeliani nel Paese, operativo sotto il nome di Misgeret. L'impatto di questi eventi portò a pressioni internazionali sul Marocco affinché liberalizzasse l'emigrazione ebraica. La morte di re Muhammad V nel febbraio 1961 generò un ampio lutto tra la comunità ebraica: decine di migliaia di ebrei si riversarono nelle strade alla notizia della morte del sovrano; le massime autorità rabbiniche pronunciarono un discorso commemorativo via radio e importanti esponenti della comunità parteciparono alla cerimonia di incoronazione del figlio Hasan II.
Già a partire dal 1960 le autorità israeliane avevano preso contatti con l'allora principe ereditario Hasan, proponendo una compensazione finanziaria al Marocco in cambio di ogni emigrante ebreo. Il governo marocchino acconsentì e venne stabilito un accordo economico in base al quale sarebbero stati pagati al Marocco 500000 dollari come acconto, più 100 dollari come indennità per ogni emigrante ebreo per i primi 50000 e, successivamente, 250 dollari ciascuno. Battezzata come Operazione Yachin, l'impresa appoggiò tra il novembre 1961 e il 1964 la partenza di oltre 97000 ebrei. Prima dell'avvio dell'Operazione Yachin, i servizi segreti israeliani avviarono clandestinamente l'Operazione Mural, che portò centinaia di bambini ebrei a emigrare senza le proprie famiglie. Il primo censimento del Marocco indipendente, effettuato nel 1960, riscontrava la presenza di circa 160000 ebrei, scesi a circa 130000 nel 1962 e a 85000 nel 1964.
A partire dalla seconda metà del 1964 l'emigrazione cominciò a rallentare e conseguentemente lo HIAS ridusse il numero del personale attivo nel Paese e mise in atto un piano atto ad attrarre personale qualificato, in particolare studenti e insegnanti, che avrebbero convinto a partire anche le relative famiglie. Nel 1966 la comunità si era ridotta a 66000 unità. Il rallentamento dell'emigrazione fu dovuto alle buone condizioni che l'economia marocchina aveva assicurato alla comunità ebraica, al contrario della recessione e delle politiche di austerità vissute in Israele. Inoltre, in quegli anni molti emigrati tornarono in Marocco, avvisando la comunità delle discriminazioni vissute in Israele da parte degli aschenaziti. Numerosi membri della comunità cominciavano poi a riscoprire la propria identità marocchina, decidendo di rimanere nel proprio Paese. La comunità ricominciò a vedere i propri numeri aumentare grazie agli alti tassi di fertilità. L'emigrazione riprese dopo lo scoppio della guerra dei sei giorni, a causa dell'emergere di una propaganda antisemita da parte di alcuni settori dell'ambiente nazionalista, che inneggiavano al boicottaggio delle attività economiche gestite da ebrei. Nel 1968 42000 ebrei vivevano in Marocco, dei quali la stragrande maggioranza era concentrata nelle principali città. Nel 1970 la comunità si era ridotta a 35000 unità, due terzi dei quali concentrati a Casablanca. A partire dalla fine degli anni 1960 gli emigranti ebrei marocchini cominciarono a favorire come destinazione la Francia, il Canada e la Spagna.
Nel corso degli anni 1970 la gran parte della comunità ebraica marocchina, sia in patria, che all'estero, appoggiò la Marcia verde e la politica nazionalista di re Hasan II, considerato il garante e il protettore della comunità. Nell'ambito della sinistra politica, l'attivista Simon Lévy espresse l'appoggio assoluto alla monarchia e alla causa nazionalista, condivisa dalla maggior parte della comunità, mentre i dissidenti come Abraham Serfaty e Sion Assidon rigettarono la collaborazione con il makhzen e le rivendicazioni marocchine sul Sahara occidentale, scontando svariati anni in carcere. Tra il 1975 e il 1978 alcuni ebrei precedentemente emigrati tornarono a ristabilirsi in Marocco su invito del sovrano, venendo assistiti dallo Stato nel loro processo di integrazione. Parallelamente, la difficile situazione economica che dovette vivere il Marocco a partire dalla seconda metà degli anni 1970 e che si protrasse negli anni 1980 e 1990, in contrasto con i decenni precedenti, colpì anche la comunità ebraica, in particolar modo la classe media salariata.

### Nel XXI secolo

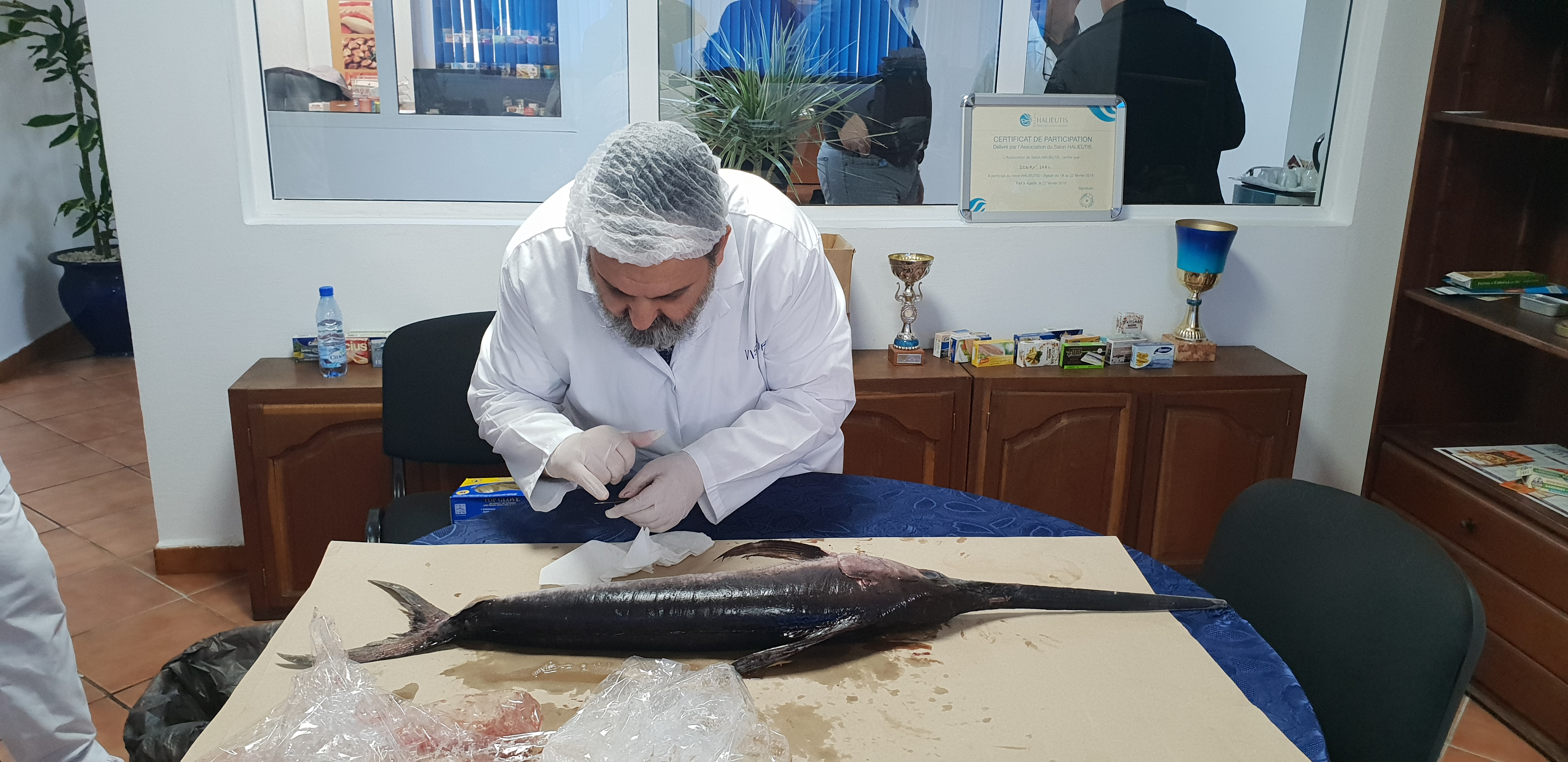
Rabbino a Tétouan controlla un pesce spada, 2020

Il Marocco ospita nel XXI secolo la più grande e organizzata comunità ebraica del mondo arabo. Dopo la morte del re Hasan II, avvenuta il 23 luglio 1999, salì al trono suo figlio Muhammad VI. Egli mantenne André Azoulay come principale consigliere della monarchia e facilitò il ritorno di Abraham Serfaty, esiliato negli anni precedenti per il suo attivismo politico, che nominò come principale esperto di fonti di energia. Gli attentati di Casablanca del 2003 colpirono anche la locale comunità ebraica. Nel XXI secolo migliaia di ebrei vivono in Marocco, in maggioranza a Casablanca, ma anche a Marrakech, Rabat, Fès, Meknès, Agadir e in altre città del Paese.
A partire dagli ultimi decenni del XX secolo la comunità si attivò in iniziative obiettive alla preservazione del retaggio ebraico marocchino, sostenute in tal senso dal governo marocchino. Vennero avviate ristrutturazioni di svariate sinagoghe e cimiteri ebraici. L'attivista Simon Lévy fondò a Casablanca nel 1997 il Museo dell'ebraismo marocchino, unico del suo genere in tutto il mondo arabo. Vennero rinnovati i rapporti con le comunità espatriate in Israele, Canada, America Latina e Francia. Venne poi rivitalizzata la tradizione delle hilouloth, abbandonate a partire dagli anni 1970 e che nel XXI secolo attirano ogni anno in varie città del Marocco, come Ouezzane, Safi, Essaouira, Settat, Gourrama, Tétouan, Meknès, Rabat, Demnate e Toulal, migliaia di visitatori dalle comunità espatriate, che giungono per riscoprire le proprie radici e per omaggiare i propri marabutti. Nella società marocchina si è assistito a un rinnovato interesse per il retaggio e per la cultura ebraica. All'Università Al Akhawayn è stata fondata l'associazione Mimouna, obiettiva a preservare la memoria storica della comunità e ad approfondire le relazioni tra ebrei e musulmani, mentre in varie città musulmani locali si sono attivati per preservare i locali cimiteri ebraici. In ambito cinematografico, sono stati pubblicati due film, Adieu Mères e Où vas-tu Moshé?, incentrati sull'emigrazione clandestina tra gli anni 1950 e 1960, e un documentario, Tinghir Jérusalem: Les échos du Mellah. Nel 2011 il riferimento al retaggio ebraico è stato incluso come una delle componenti dell'identità nazionale nella Costituzione del Marocco.
Il 10 dicembre 2020 il Marocco accettò di stabilire ufficialmente relazioni diplomatiche con Israele, risultando il quarto Paese arabo ad agire in tal senso, preceduto nel corso dell'anno precedente dagli Emirati Arabi Uniti, dal Bahrein e dal Sudan. L'iniziativa è stata ampiamente accolta con favore dalla comunità ebraica marocchina, sia in patria, che all'estero. Molti esponenti della comunità considerano che l'accordo tra i due Paesi faciliterà i viaggi per le decine di migliaia di israeliani di origine marocchina che raggiungono il Marocco ogni anno per riscoprire le proprie radici, oltre a rafforzare i contatti tra le famiglie disperse tra i due Paesi. Lo stesso mese, è stata annunciata l'inclusione dello studio del retaggio ebraico nel programma educativo marocchino.

## Cultura

### Identità

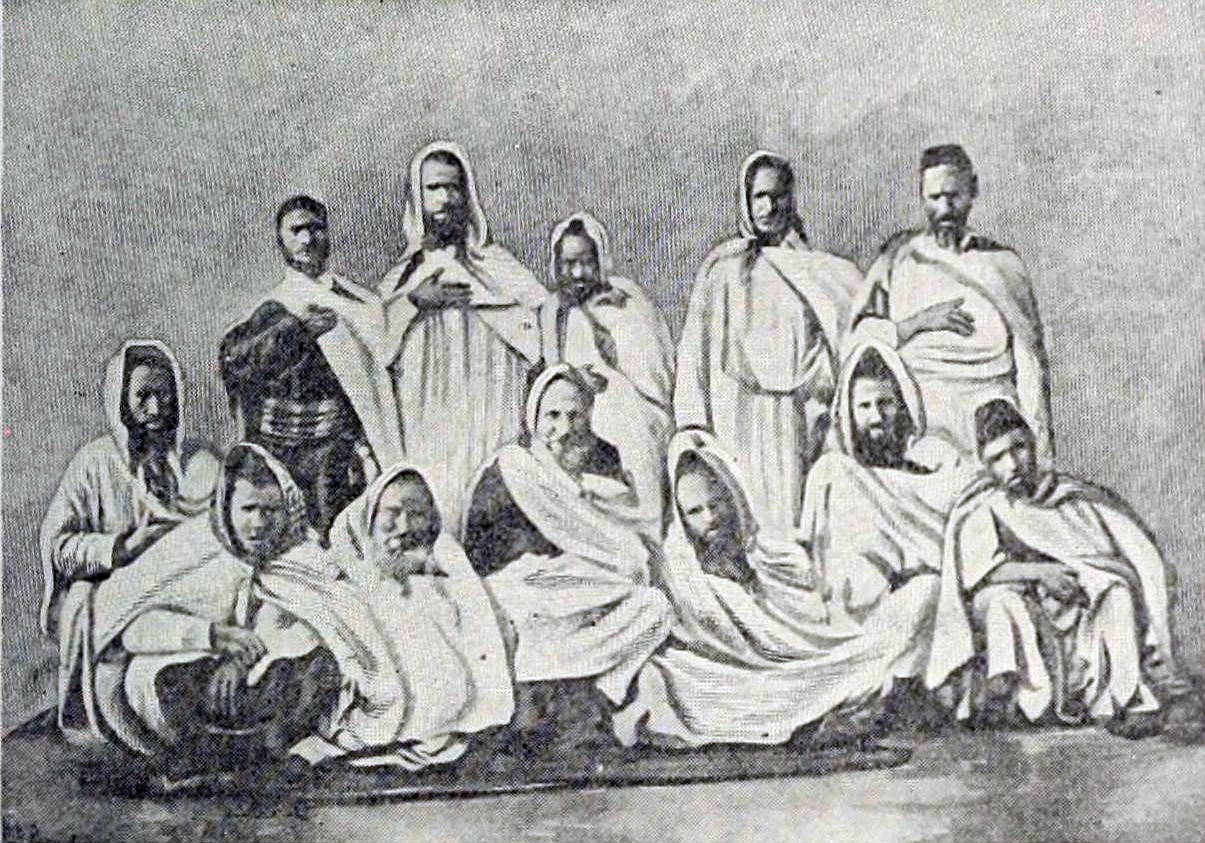
Ebrei berberi dei monti dell'Atlante, 1900

La comunità ebraica marocchina a partire dal XV secolo fu composta da due componenti: i toshavim, gli ebrei indigeni discendenti in parte da berberi anticamente convertiti all'ebraismo, e dai megorashim, discendenti dei rifugiati sefarditi giunti in Marocco nel XV secolo dalla Spagna, in seguito al decreto dell'Alhambra, e dal Portogallo. I sefarditi si mantennero separati per secoli dagli ebrei indigeni, conservando le loro specificità culturali ed esercitando una forte influenza in ambito religioso nelle grandi città come Rabat, Meknès e Fès. Le comunità sefardite stabilitesi in queste ultime città finirono per adottare definitivamente a partire dal XVIII secolo un'identità giudeo-araba, conservando il loro precedente retaggio solo in ambito liturgico. L'identità sefardita venne mantenuta fino ai tempi recenti solo nelle città settentrionali del Paese, come Tangeri e Tétouan, dove gli ebrei venivano identificati come rumi (espressione tradizionalmente usata in Marocco per identificare gli europei) dai correligionari arabofoni che rivendicavano un'identità esclusivamente marocchina. Gli ebrei indigeni delle città mantennero in gran parte tradizioni differenti da quelle dei sefarditi, evitando di riunirsi, di pregare o di sposarsi con i nuovi arrivati. Le tradizioni di origine indigena nelle città venivano rafforzate da flussi continui di ebrei dalle regioni rurali del Marocco centro-meridionale.
Nel XX secolo la comunità ebraica marocchina si componeva di tre gruppi etnolinguistici differenti: gli ebrei berberi, maggioritari nei monti dell'Atlante e nel Sous, gli ebrei arabofoni, maggioritari nelle pianure, in parte delle montagne e nelle città centrali, discendenti degli indigeni toshavim, talvolta con apporti di megorashim arabizzati, e i sefarditi delle città del Marocco settentrionale, discendenti dei megorashim che avevano conservato l'uso della lingua giudeo-spagnola. Quest'ultima componente, tradizionalmente monogama, fu quella più recettiva verso i valori occidentali a partire dal XIX secolo. Gli studiosi spagnoli, nel corso del protettorato spagnolo, enfatizzarono l'identità sefardita delle comunità ebraiche con le quali vennero in contatto, ignorando in larga parte l'identità ebraica di origine indigena.

### Lingue

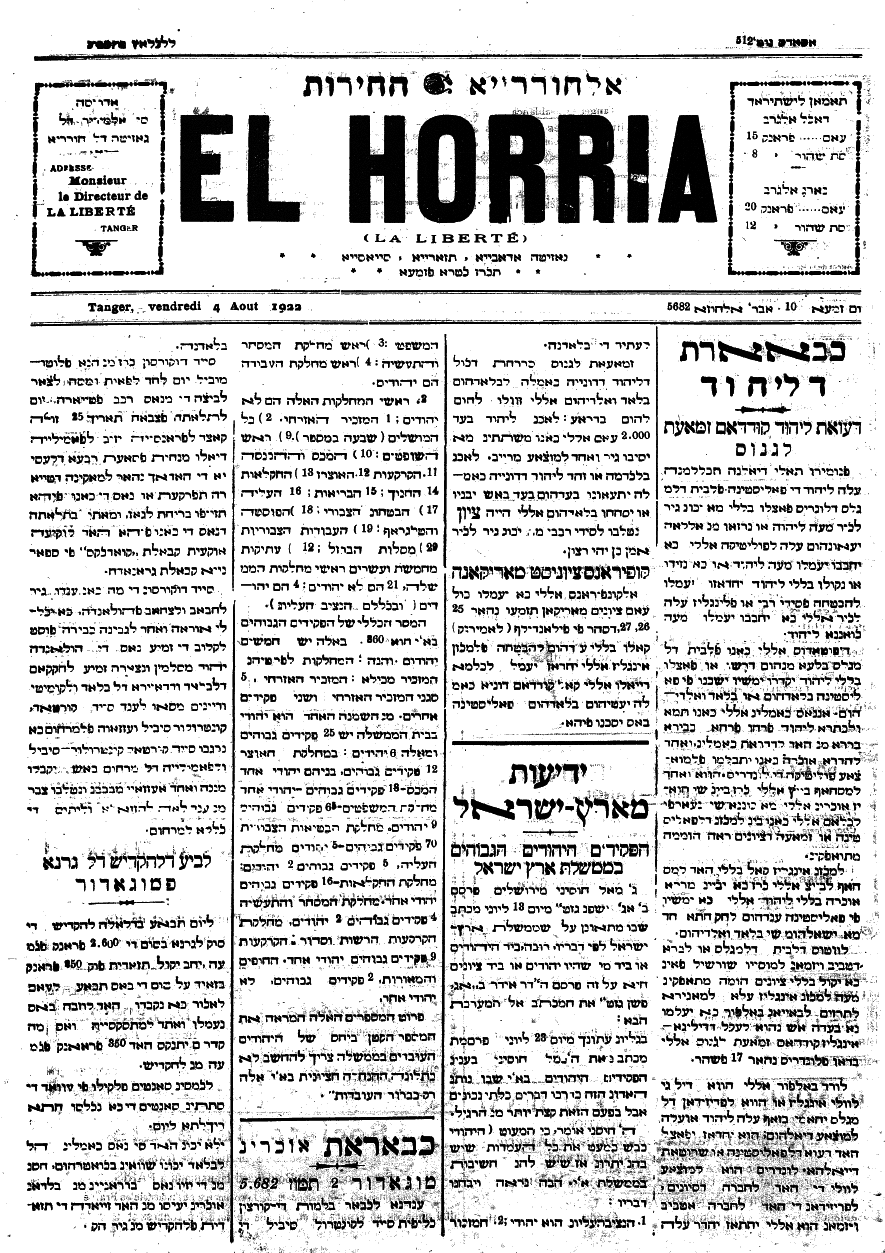
Articolo in arabo giudeo-marocchino del giornale El Horria, 1922

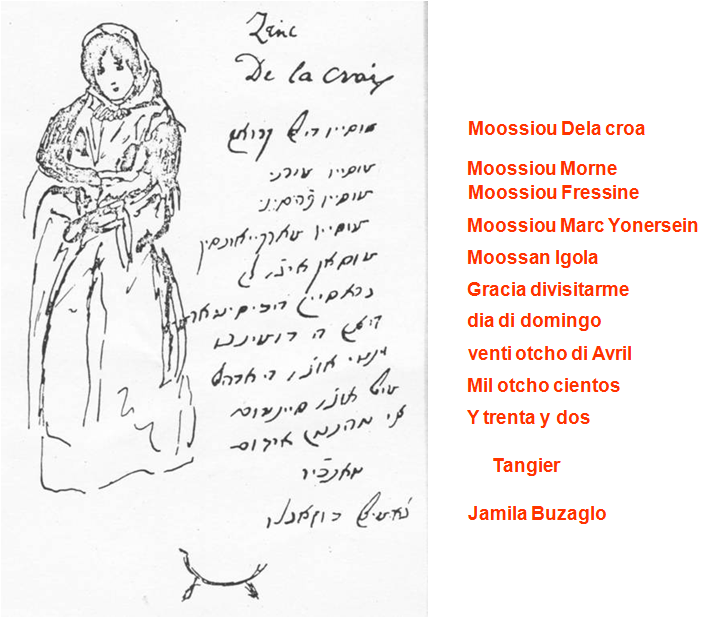
Lettera in haketia scritta a Tangeri, 1932

Prima dell'arrivo degli arabi le comunità ebraiche nell'attuale Marocco erano per la stragrande maggioranza di lingua berbera, mentre in città come Volubilis avevano adottato la lingua latina. Con l'arrivo degli arabi gran parte della comunità ebraica adottò la lingua araba. Nel corso dei secoli, in particolare a partire dal XV secolo, nelle principali città gli ebrei si concentrarono nei mellah, il che favorì uno sviluppo dei dialetti arabi da loro parlati differenti da quelli delle comunità musulmane concittadine. La maggior parte dei dialetti arabi giudeo-marocchini presentano caratteristiche prettamente pre-hilaliche, che li accomunano a molti dei dialetti urbani parlati dai musulmani, che condividono una frequente pronuncia del fonema [q]. I dialetti giudeo-arabi tradizionalmente parlati nelle principali città presentano numerosi prestiti dal giudeo-spagnolo portato dai rifugiati sefarditi nel XV secolo, mentre i dialetti arabi parlati dalle comunità ebraiche delle regioni rurali, soprattutto nelle regioni del Draa e di Tafilalet, presentano un numero di prestiti spagnoli inferiore persino a quelli presenti nei dialetti parlati dai musulmani. La lingua ebraica, riservata all'ambito liturgico, esercitò un'influenza sui dialetti giudeo-arabi, soprattutto in ambito lessicale.
Gran parte dei sefarditi giunti dalla penisola iberica parlavano la lingua giudeo-spagnola, mentre una minoranza originaria delle regioni meridionali parlava come lingua madre l'arabo andaluso. I sefarditi adottarono la lingua araba nel corso dei secoli successivi al loro arrivo. A Fès e a Meknès, il giudeo-spagnolo si estinse nel XVIII secolo, mentre sopravvisse nelle città settentrionali di Tangeri, Tétouan, Chefchaouen, Assila, Larache, Ksar El Kebir, Ceuta e Melilla, dove divenne conosciuto come "haketia". Nel 1912 erano stimati in Marocco 100000 ebrei, dei quali 77000 ebrei monolingui arabofoni, 8000 ebrei berberi bilingui in arabo e berbero e 16000 locutori di haketia. Nel XXI secolo il haketia è mantenuto da alcune famiglie a Tangeri e a Tétouan, oltre che da numerose famiglie di Casablanca originarie del Marocco settentrionale.
Gli ebrei berberi dell'Atlante parlavano in gran parte fino al XX secolo varianti della lingua berbera note nel loro insieme come giudeo-berbero. A differenza di quanto avveniva nelle città, dove gli ebrei vivevano segregati nei loro quartieri, nelle zone rurali gli ebrei e i musulmani vivevano nelle stesse strade, il che favorì uno sviluppo dei dialetti giudeo-berberi non dissimili dai corrispettivi dialetti parlati dai musulmani. A partire dal XIX secolo gran parte delle comunità ebree berbere che erano diventate bilingui in berbero e arabo tra il XV e il XVIII secolo finirono per abbandonare il berbero a favore del solo arabo. Nel XX secolo sopravvivevano ancora comunità monolingui per le quali il berbero costituiva l'unica lingua madre, mentre per altre comunità il berbero rappresentava solo una lingua franca usata per comunicare con i berberi musulmani con i quali convivevano, mentre in ambito famigliare e comunitario la lingua madre era quella araba. Gran parte delle comunità rimaste monolingui, con lo sviluppo delle reti di comunicazione a partire dagli anni 1920, adottò l'arabo accanto alla lingua madre. L'esodo delle comunità ebree berbere verso Israele negli anni 1950 portò a un drastico declino dei dialetti giudeo-berberi, che vennero mantenuti nei decenni successivi da alcune donne in Israele in ambito famigliare e occasionalmente da alcuni ebrei stabilitisi nelle grandi città marocchine.
Le attività dell'Alleanza israelitica universale hanno favorito la diffusione della lingua francese tra la comunità a partire dal XIX secolo. Nel XXI secolo gran parte della comunità ebraica marocchina residente in Marocco, specie la componente più giovane, ha adottato nell'ambito quotidiano la lingua francese al posto delle lingue tradizionali, mentre la maggior parte degli ebrei marocchini emigrati in Israele, in Francia e in Canada hanno adottato come lingua madre quella ebraica o quella francese, conservando il nativo arabo giudeo-marocchino soprattutto in ambito artistico e culturale. In Israele vengono regolarmente trasmessi programmi radiofonici in arabo giudeo-marocchino.

### Tradizioni

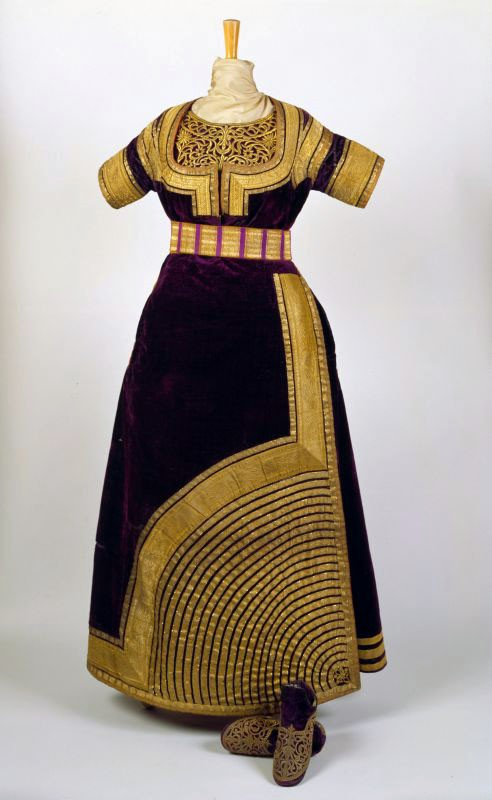
Una keswa kbira, tradizionale abito cerimoniale tipico delle comunità ebraiche del Marocco settentrionale

Gli ebrei marocchini condividono gran parte delle loro tradizioni con i loro connazionali musulmani, comprese le credenze folcloristiche relative al malocchio e ai jinn. Importante tradizione condivisa da ebrei e musulmani in Marocco è il culto dei marabutti, ai quali viene tradizionalmente riconosciuto il potere di curare i malati. I marabutti ebrei comprendono una serie di rabbini giunti nel Paese dalla Palestina, venerati in tutto il Marocco, fino a santi minori venerati su base locale. Le tombe dei santi rappresentano tutt'oggi importanti luoghi di pellegrinaggio che attirano migliaia di visitatori. Il misticismo ha ricoperto storicamente un ruolo di primo piano nell'ambiente ebraico marocchino, esprimendosi nella cabala, rafforzata nel Paese in seguito all'arrivo dei profughi sefarditi dalla penisola iberica.

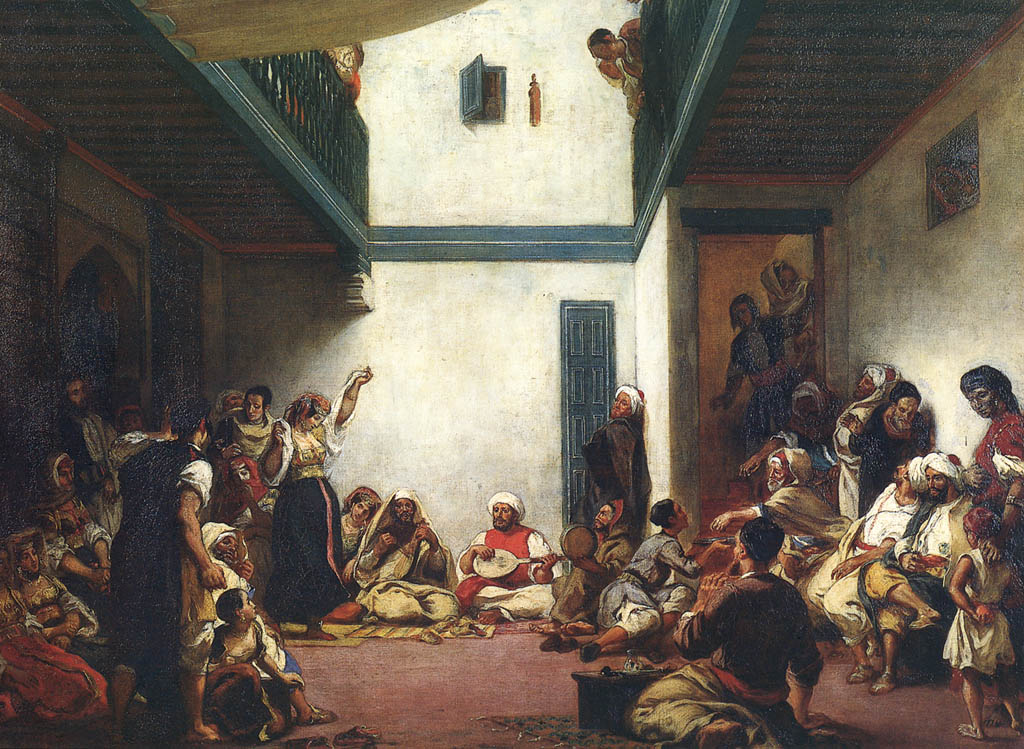
Matrimonio ebraico in Marocco, Eugène Delacroix, 1839

Storicamente, il diritto matrimoniale in vigore tra le componenti indigene toshavim si fondava sulla legge talmudica, alla quale si aggiunsero elementi della cultura e dei costumi locali. Le usanze in materia di matrimonio dei toshavim coesistettero con le taqqanot castigliane introdotte dai megorashim, che influenzarono progressivamente la giurisprudenza ebraica marocchina. Tradizionalmente, analogamente a quanto avveniva in tutto il Maghreb, i matrimoni erano combinati. Se le due famiglie si conoscevano, a consultarsi erano i padri di famiglia. Se invece le famiglie non si conoscevano, la richiesta veniva inoltrata attraverso degli intermediari. La richiesta di matrimonio era seguita dalla cerimonia di fidanzamento, nella quale il fidanzato portava in dono dei gioielli e dei tessuti di seta alla promessa sposa, oltre a pani di zucchero, henné, profumi e dolci vari. In seguito, i fidanzati non dovevano vedersi e la promessa sposa non doveva farsi vedere per strada. Le famiglie si occupavano quindi dei preparativi per le nozze. Il matrimonio veniva ufficializzato attraverso un contratto, nell'ambito del quale le famiglie sceglievano a quale tipo di diritto matrimoniale fare riferimento. Tra le comunità toshavim era diffusa fino all'inizio del XX secolo la pratica della poligamia, rigettata dalle comunità sefardite.
Tipica festività ebraica marocchina è la Mimouna, celebrata il giorno seguente Pesach, durante la quale le famiglie usano invitare i propri parenti e vicini di casa. In alcune località l'abito più popolare per l'occasione è la keswa kbira e la specialità culinaria maggiormente associata alla festività è la mofletta, farcita con burro e miele. Usanze associate a Mimouna, praticate anche in occasione di Shabu'ot, consistono in riti legati all'acqua.

## Comunità espatriate

### In Israele

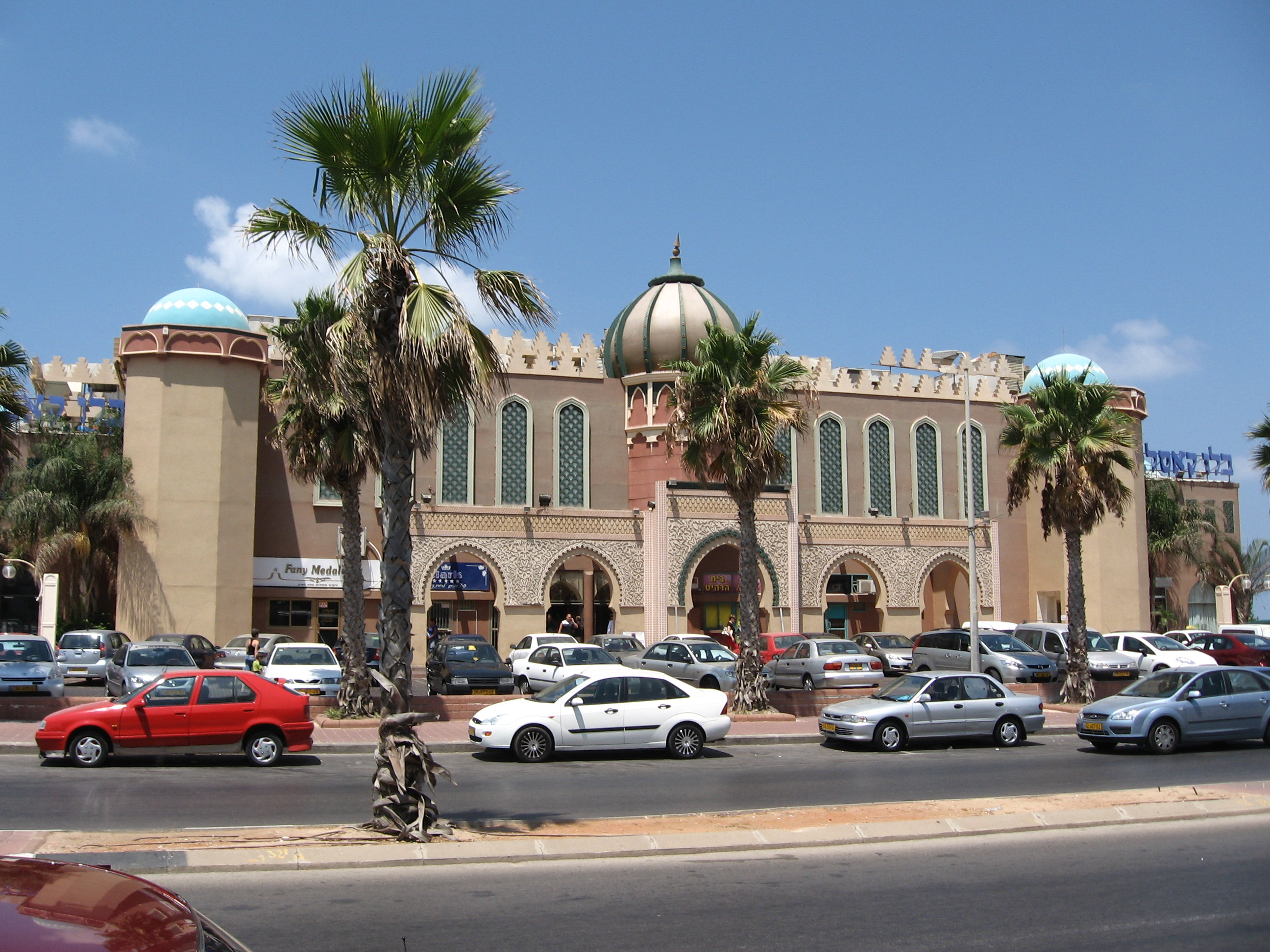
Il centro culturale marocchino LaMimunia ad Ashdod

Una volta arrivati in Israele, gli immigrati marocchini venivano alloggiati in campi di transito. Il divario culturale con gli israeliani di origine aschenazita provocò politiche discriminatorie da parte delle istituzioni israeliane, dominate da questi ultimi, che favorirono maggiormente gli immigrati aschenaziti provenienti dall'Europa orientale. I marocchini tendevano a essere molto più religiosi rispetto agli aschenaziti e per questo ritenuti retrogradi e in disaccordo con lo spirito del sionismo socialista dei pionieri dei kibbutzim e la loro identità arabofona (associata al "nemico") veniva vista con sospetto. Le umiliazioni nei confronti dei marocchini includevano il trattamento con il DDT al loro arrivo. La comunità marocchina mancava di una leadership, dal momento che la borghesia francofona aveva scelto di rimanere in Marocco o di emigrare perlopiù verso la Francia e il Canada. I nuovi arrivati furono stabiliti nelle regioni più periferiche del Paese, nelle ma'abarot, oppure furono sollecitati a costruire nuovi moshavim. Numerose famiglie marocchine si stabilirono in massa in quartieri periferici di varie città, dove vissero per anni situazioni di forte disagio sociale, tra disoccupazione, povertà e discriminazione. Le tensioni e i risentimenti provati dai marocchini provocarono nel giugno 1959 lo scoppio dei moti di Wadi Salib a Haifa, dove oltre 15000 rivoltosi si riversarono per le strade, denunciando le politiche di oppressione nei loro confronti. Numerosi manifestanti esposero foto di Muhammad V del Marocco, invitando esplicitamente il sovrano a riportare in Marocco i suoi sudditi ebrei.

### In Francia
Mentre l'emigrazione verso Israele coinvolse maggiormente le ampie popolazioni ebraiche rurali, a emigrare in Francia fu in larga parte la classe media francesizzata delle grandi città. I marocchini immigrarono in Francia a partire dagli anni 1950 insieme agli ebrei algerini e agli ebrei tunisini, stabilendosi per la maggior parte a Parigi, nel resto dell'Île-de-France e in varie città del Midi. Gli ebrei maghrebini rivitalizzarono la comunità ebraica francese, che passò dalle 170000 unità nel 1945 alle 550000 nel 1967. A differenza di quanto avvenuto in Algeria e in Tunisia, le autorità coloniali non accolsero le richieste degli ebrei marocchini occidentalizzati di concedere loro la cittadinanza francese. Secondo i dati emersi da un sondaggio, solo una minoranza degli ebrei marocchini stabilitisi in Francia avevano la cittadinanza francese prima del loro arrivo. I figli degli immigrati si integrarono con successo nel mercato del lavoro, concentrandosi in professioni specializzate. La gran parte degli emigrati in Francia dovette affrontare la dispersione delle proprie famiglie, dal momento che spesso molti dei parenti rimanevano in patria o si stabilivano in Israele. La comunità visse un'evoluzione delle convenzioni sociali e della struttura famigliare, fenomeno avviato già in patria sotto l'influenza delle scuole dell'Alleanza israelitica universale. Pratiche come il matrimonio precoce per le ragazze vennero abbandonati. In Francia, l'indisponibilità delle vaste reti sociali e famigliari tipiche della terra d'origine portò la comunità ad abbandonare in gran parte la tradizione dei matrimoni combinati.